# Vacht (hond)

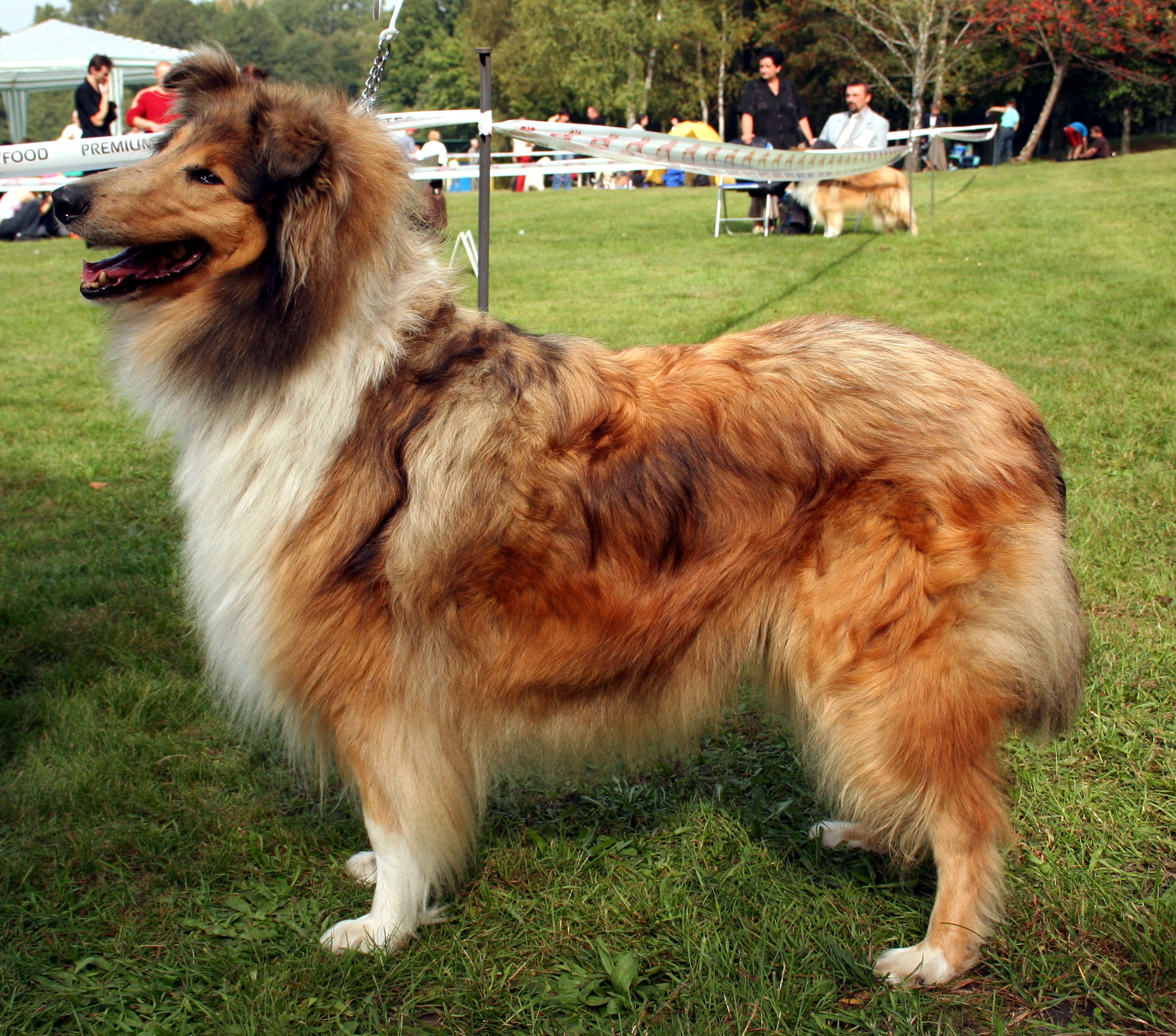
Collie met ruige vacht

De vacht van een gedomesticeerde hond (Canis lupus familiaris) is het haar dat het lichaam van de hond bedekt. Het kan gaan om een dubbele vacht, bestaande uit een zachte ondervacht en een ruwere bovenvacht, of een enkele vacht, waarbij de ondervacht ontbreekt. Bij dubbele vachten bestaat de bovenvacht uit stijve haren die water en vuil afstoten en zorgt de ondervacht voor isolatie. De termen "pels" en "haar" worden vaak door elkaar gebruikt, maar in het algemeen spreekt men van een pels als de hond een dubbele vacht heeft, zoals de newfoundlander. Bij een enkele vacht, zoals bij de poedel, spreekt men over haar.

## Structuur

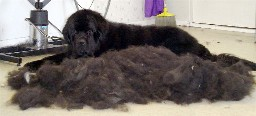
Een newfoundlander ligt naast zijn uitgekamde ondervacht.

Bij de hond is de beharing dicht op de rug en de flanken. Daarentegen zijn de binnenkant van de oorschelpen, de liesstreek en de onderkant van de staartbasis meestal onbehaard. Haren worden gevormd vanuit de haarwortel. Haar is in feite een dode materie, een afscheidingsproduct van de haarwortel. In de haren komt pigment voor dat ervoor zorgt dat ze een bepaalde kleur hebben. Haren zonder pigment zijn grijs.

### Haargroei
De haargroei verloopt in cycli.
Iedere haar in de vacht van de hond groeit uit een haarzakje dat, net als de meeste zoogdieren, een groeicyclus heeft met drie fasen. In de overgangsfase schuift de haar op, waarbij de haarfollikel tot een derde wordt ingekort. De aldus ontstane rustende haar wordt na enige tijd uitgestoten door een nieuw gevormde haar.

### Rui
Tweemaal per jaar, één keer in het voorjaar en één keer in het najaar, wisselen de meeste hondenrassen van vacht. Waardoor de vorming van nieuwe haren en de uitval van oude haren begint, is nog niet bekend. Waarschijnlijk zijn er minstens twee fenomenen belangrijk voor het ontstaan van de ruiperioden: de toename of afname van de lengte van het daglicht en de toename of afname van de buitentemperaturen.
Als de vacht van de hond zich aan het ritme van de ruiperioden houdt, zal de zomervacht dunner zijn dan de wintervacht. De haren zitten tijdens de zomer ook niet stevig in de haarschacht verankerd. De wintervacht bestaat uit een overvloedige beharing van dikkere en stevigere haren. De haren zijn ook vaster verankerd in de haarschacht. Bij vele gezelschapshonden is er geen sprake meer van duidelijke aparte ruiperioden. Door het gebruik van kunstlicht in huis en centrale verwarming wordt het ritme van de vacht verstoord. Slechte of een verkeerde behandeling van de vacht kan er ook voor zorgen dat de haren hun ritme verliezen.
Er zijn drie manieren waarop een hond kan verharen:

#### Blokverharing
Tweemaal per jaar gaat de hond in de rui en verliest hij al zijn dode haren tegelijkertijd. Deze periode duurt normaal twee weken.

#### Mozaïekverharing
Deze manier van verharen komt voor bij hele lange vachten (honden met een haarlengte van meer dan 20 cm). Deze vachten verharen per haar, net zoals bij mensen. Deze vorm van verharen ontstaat omdat deze haren zo lang doorgroeien. Het moment waarop een lange haar is uitgegroeid is niet exact te bepalen. Er kan een verschil zijn van enkele maanden tussen de groeifasen van elk aparte haar. Hierdoor is er bij deze vorm van verharen geen duidelijke ruiperiode vast te stellen bij deze vachten. Elke haar doorloopt zijn groeifasen in zijn eigen tempo en valt uit wanneer zijn tijd gekomen is. Honden die ruien door mozaïekverharing verliezen dus continu hun haar, maar omdat hun haren zo een lange levensduur hebben is dit niet hinderlijk.

#### Schrikrui
Wanneer een hond angstig is of veel stress heeft, gaat zijn vacht in schrikrui. De haren komen plotseling losser te zitten in de haarschacht waardoor ze gemakkelijker uitvallen. Dit is een verdedigingsmechanisme dat nuttig is bij een aanval. De kans wordt groter dat de hond kan ontsnappen omdat de losse haren ervoor zorgen dat er minder houvast is. Bij een poging om de hond te grijpen blijft de aanvaller achter met een klauw of bek vol haar. Schrikrui is het effectiefst bij honden met een langere vacht.

## Vachtgroepen
Ruwweg bestaan er drie vachtgroepen. Wanneer de verschillende soorten vachten meer in detail bekeken worden zijn er echter dertien verschillende soorten vachtgroepen te onderscheiden.
| Vachtgroep | Beschrijving | structuur | Voorbeeld |
| ---------- | --- | --------- | --------- |
| Groep #1   | Kort- of gladhaar.                                                                                                 |           |           |
| Groep #2   | De korte stokhaar, met weinig of veel ondervacht.                                                                  |           |           |
| Groep #3   | Stokhaar met ondervacht waarvan de dekharen minstens 6 cm lang zijn.                                               |           |           |
| Groep #4   | De langharige stokhaar.                                                                                            |           |           |
| Groep #5   | Krulhaar met meekomend ondervacht.                                                                                 |           |           |
| Groep #6   | Kort tot middellang zijdehaar, gecombineerd met lang zijdehaar aan poten, oren, buik en broek (vlaggen en behang). |           |           |
| Groep 7#   | Honden met zacht dekhaar en ondervacht. Gecombineerde vacht.                                                       |           |           |
| Groep #8   | Ruwharige vachten (warhaar, ruighaar, stekelhaar of draadhaar).                                                    |           |           |
| Groep #9   | Echte langhaar met ondervacht (langharige ruwhaar).                                                                |           |           |
| Groep #10  | Langhaar met zacht dekhaar en een (gelaagde) ondervacht.                                                           |           |           |
| Groep #11  | Langharen met een enkele vacht.                                                                                    |           |           |
| Groep #12  | De viltvacht. |           |           |
| Groep #13  | Naakthonden. |           |           |

## Kleur, patronen, lengte en textuur
Er is meer verscheidenheid in kleur, patronen, lengte en textuur bij de gedomesticeerde hond dan bij de wolf, ondanks dat beide dieren tot dezelfde soort behoren (Canis lupus). Verschillende rassen hanteren verschillende namen voor langharige en kortharige types, er bestaat geen officiële terminologie voor de lengte, rasstandaarden stellen acceptabele lengtes door meting. Vachtkleuren bij honden waren waarschijnlijk een onvoorzien resultaat van een ander selectieproces. Onderzoek heeft aangetoond dat selectief fokken voor tamheid bijhorende fysieke veranderingen teweeg brengt, zoals veranderingen in de vachtkleur en patronen in de vacht.

### De genetische basis van kleuren en patronen
Moderne hondenrassen vertonen een breed scala aan vachtkleuren, patronen, markeringen, lengtes en texturen. Sinds de laatste jaren is de kennis over de genetische achtergrond van de vachtkleur, patronen , lengten en texturen aanzienlijk toegenomen.
Er zijn momenteel acht genen bekend binnen in het genoom van de honden die worden geassocieerd met de kleur van de vacht. Elk van deze genen komt voor in minstens twee varianten, of allelen, die gelden voor de variatie in vachtkleur tussen dieren. Elk van deze genen bevinden zich in een vaste locatie, of locus, in het genoom van het dier.

#### A-locus
De allelen op de A-locus staan in verband met de productie van het agouti signalering eiwit (ASIP) en bepalen of een dier een agouti vachtkleur heeft of niet, en zo ja welke soort, door het regelen van de verdeling van het pigment in de individuele haren. Er zijn vijf allelen die voorkomen op de A-locus:
- aw = wild-type agouti (crèmekleurige tot rode haren met zwarte punten)
- Ay = (licht)gele vacht (crèmekleurige tot rode haren met donkere punten) of sable (effen zwarte haren afgewisseld tussen lichtere roodachtige haren)
- at = tan point, inclusief zadel tan.
- a = recessief zwart.

##### Voorbeelden: aw

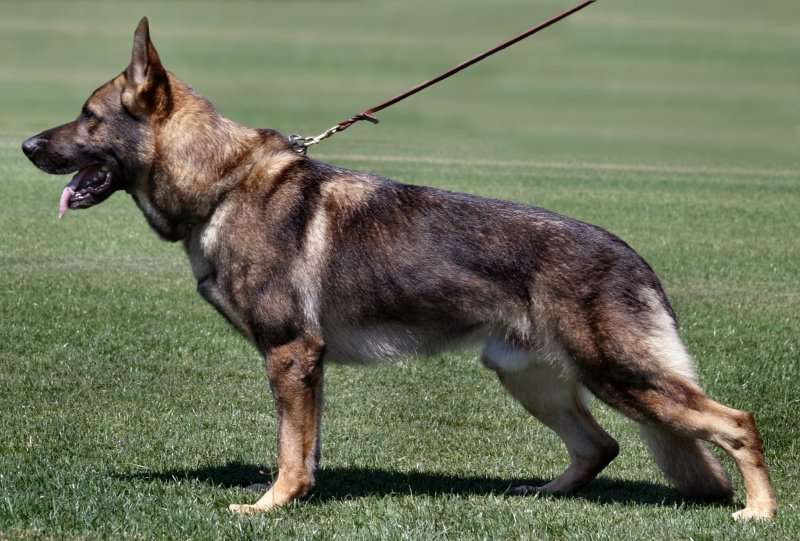
Duitse herder
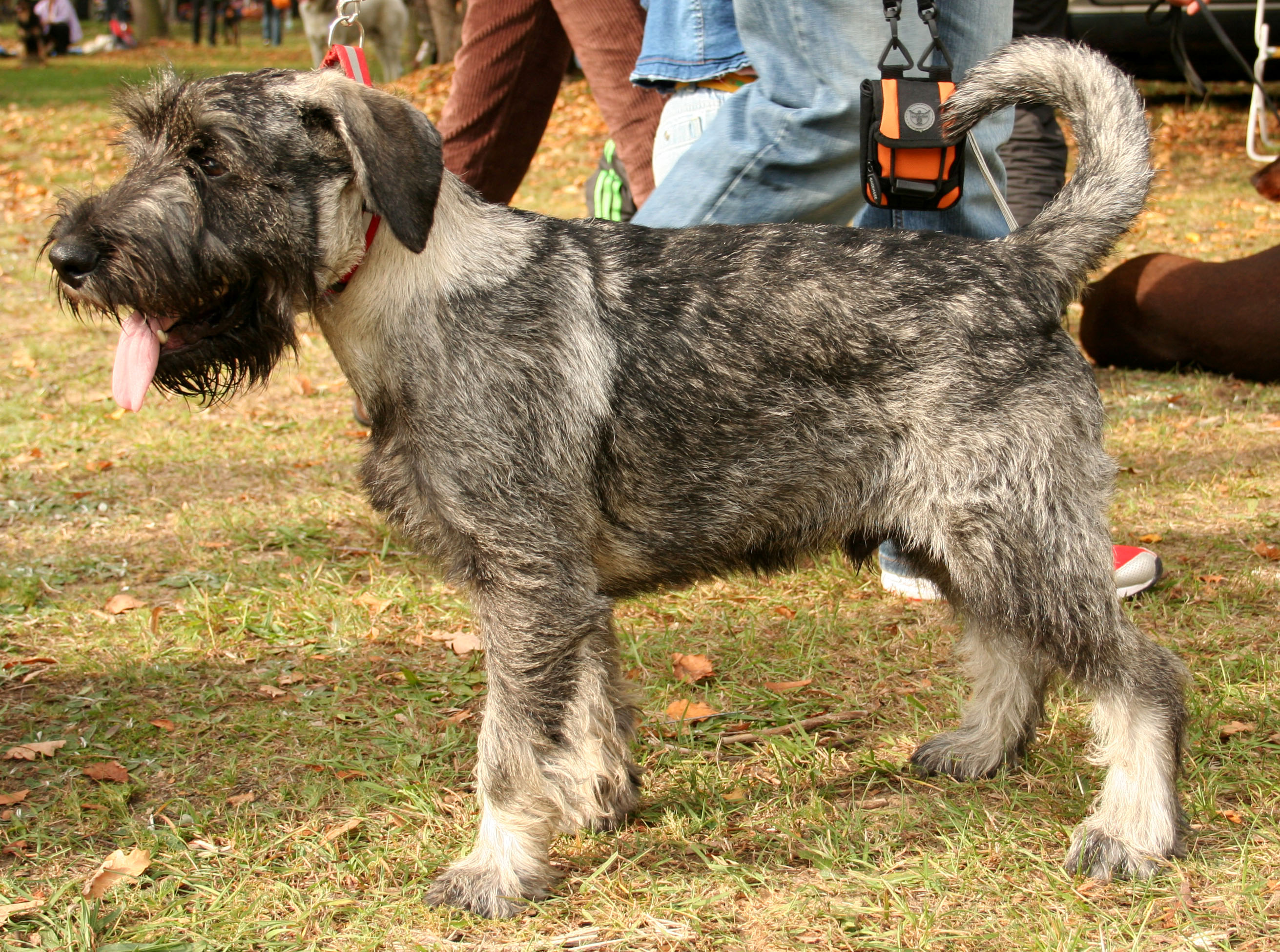
Dwergschnauzer
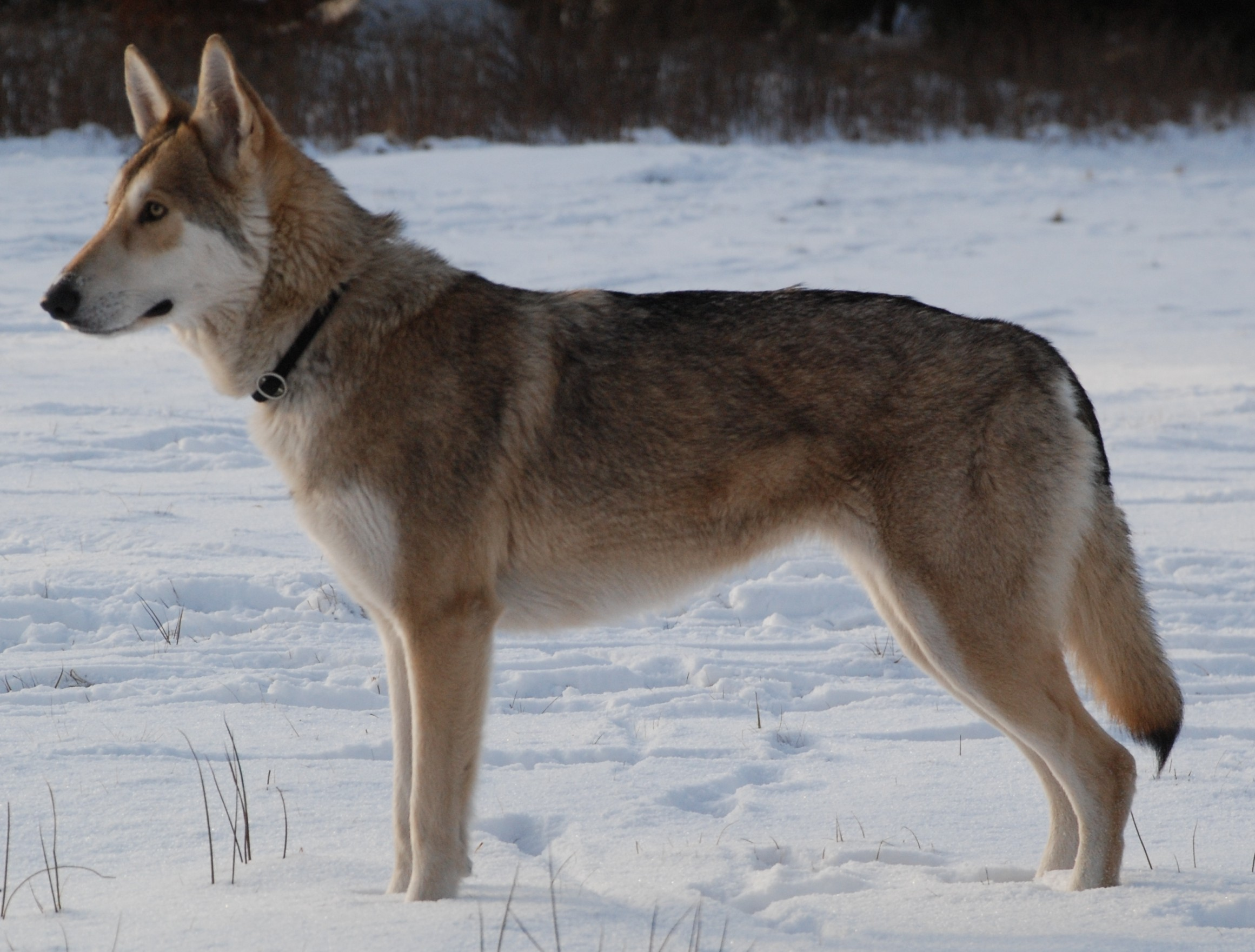
Saarlooswolfhond
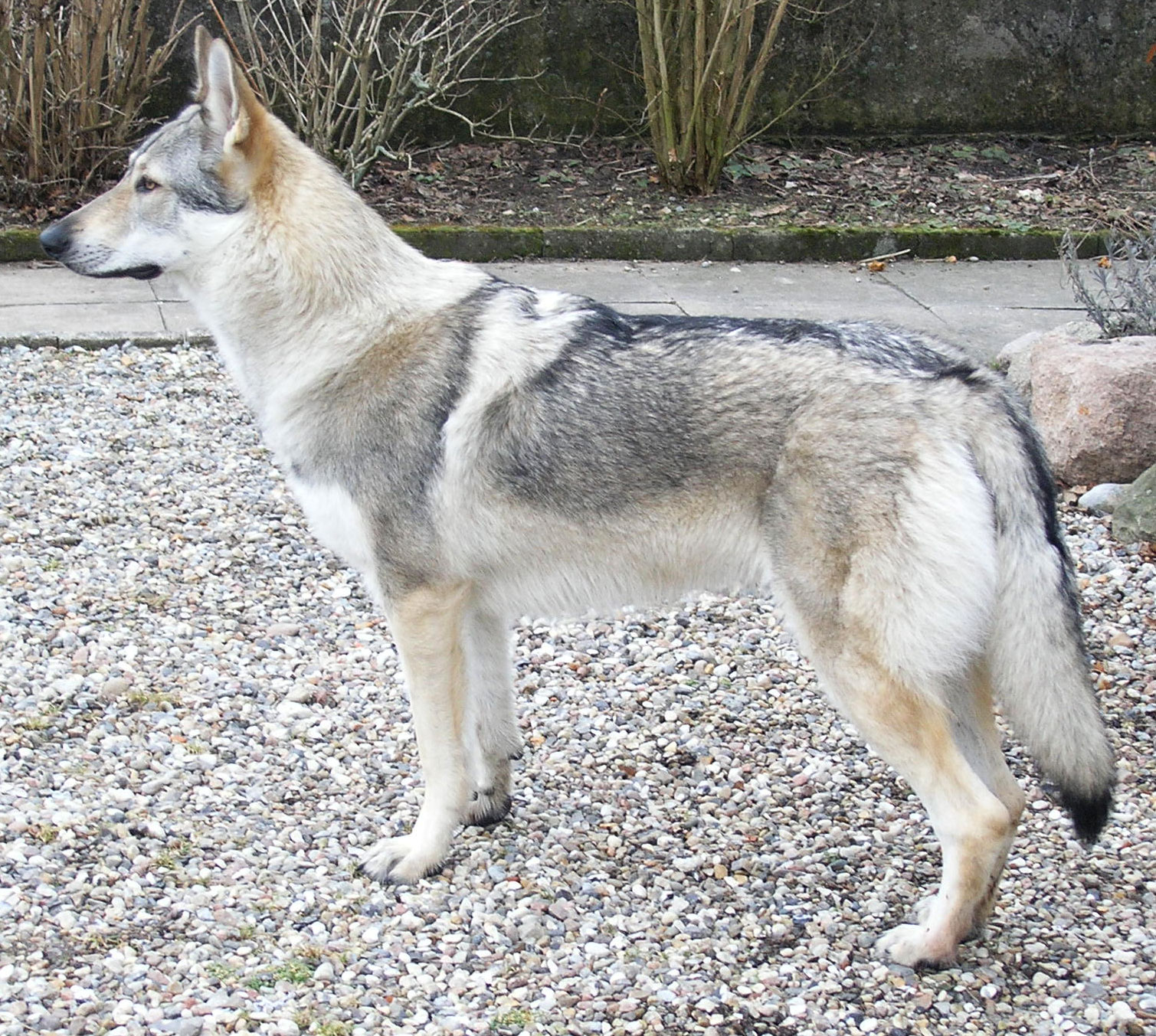
Tsjecho-Slowaakse wolfhond

##### Voorbeelden: Ay

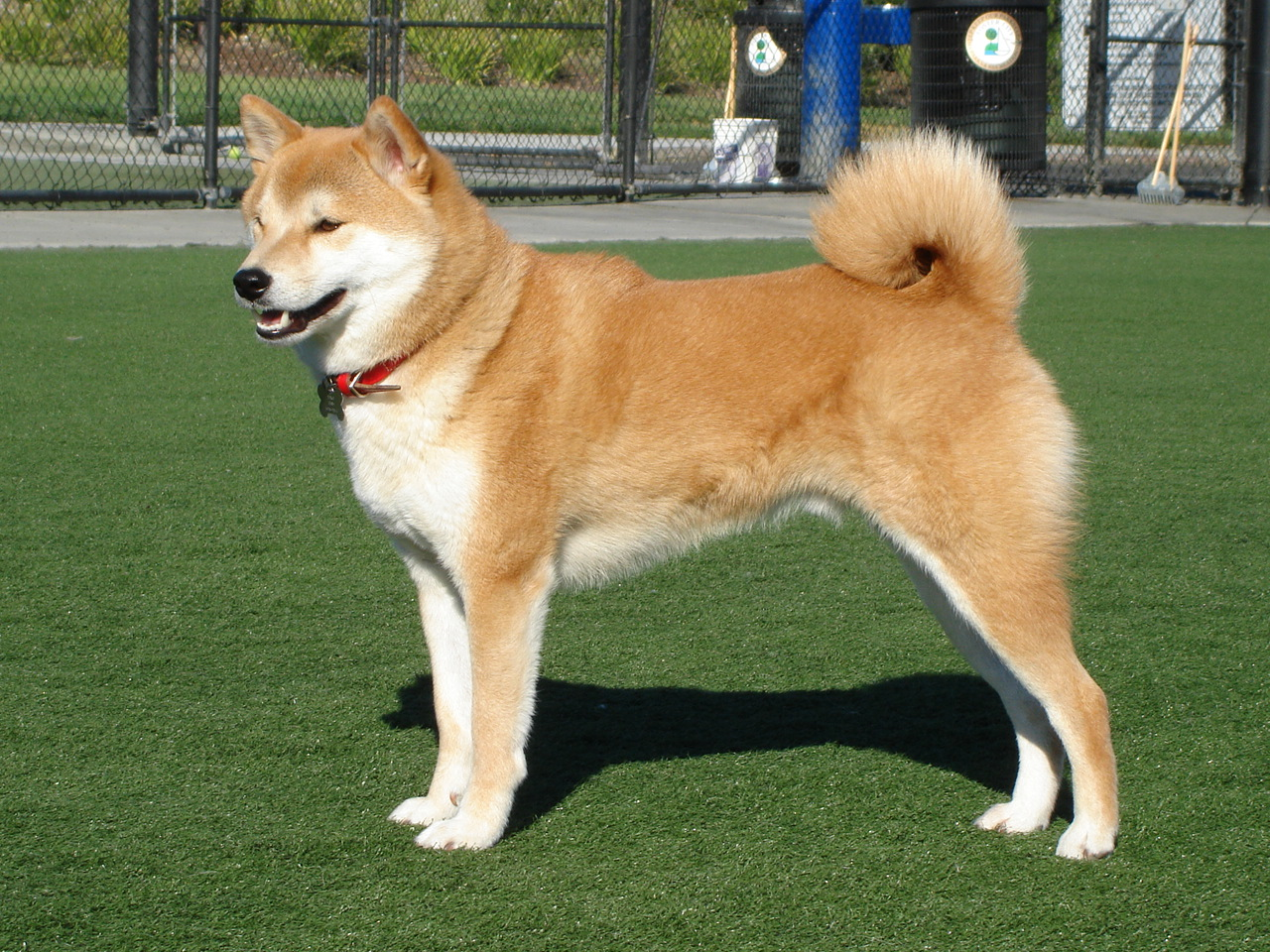
Shiba-inu
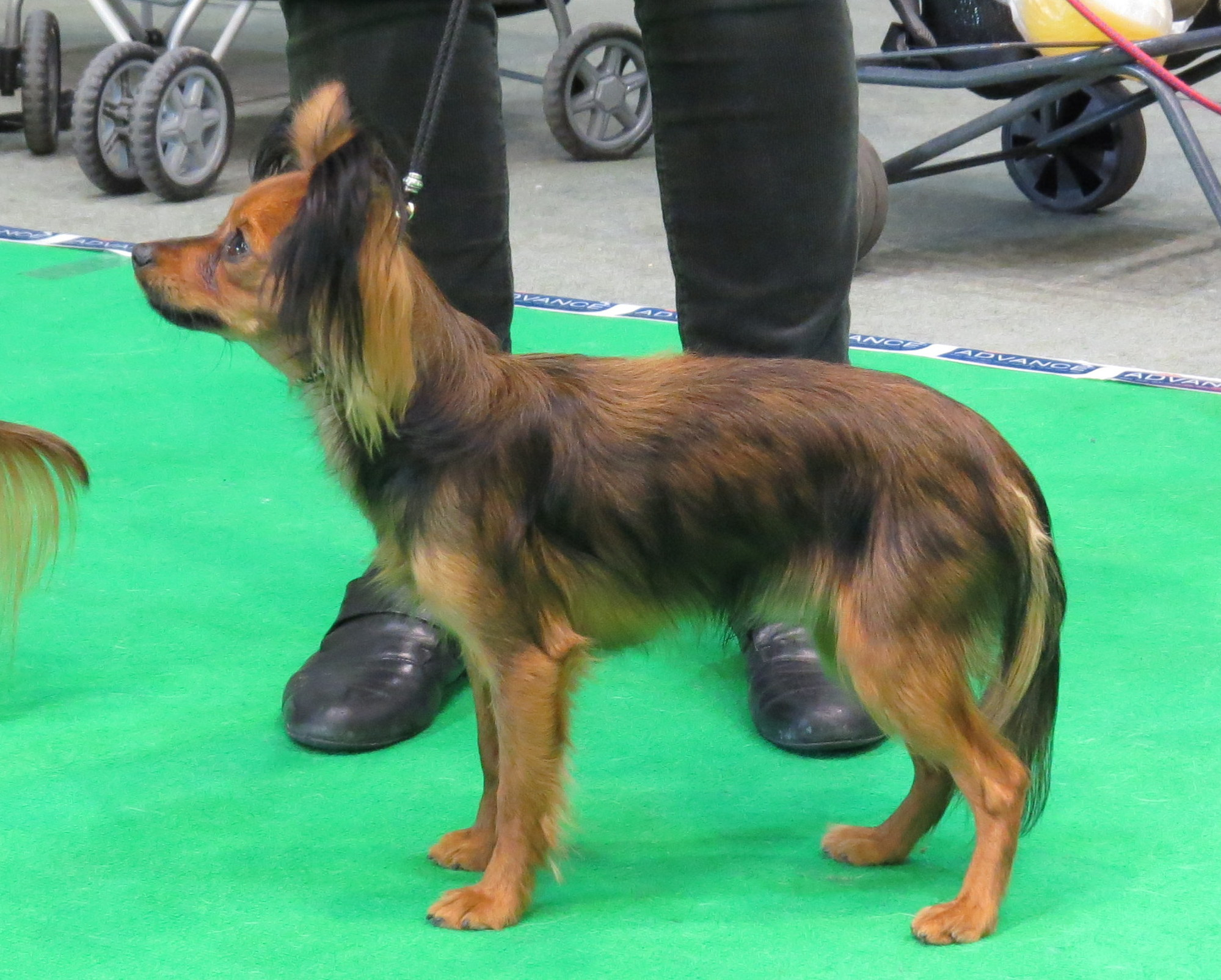
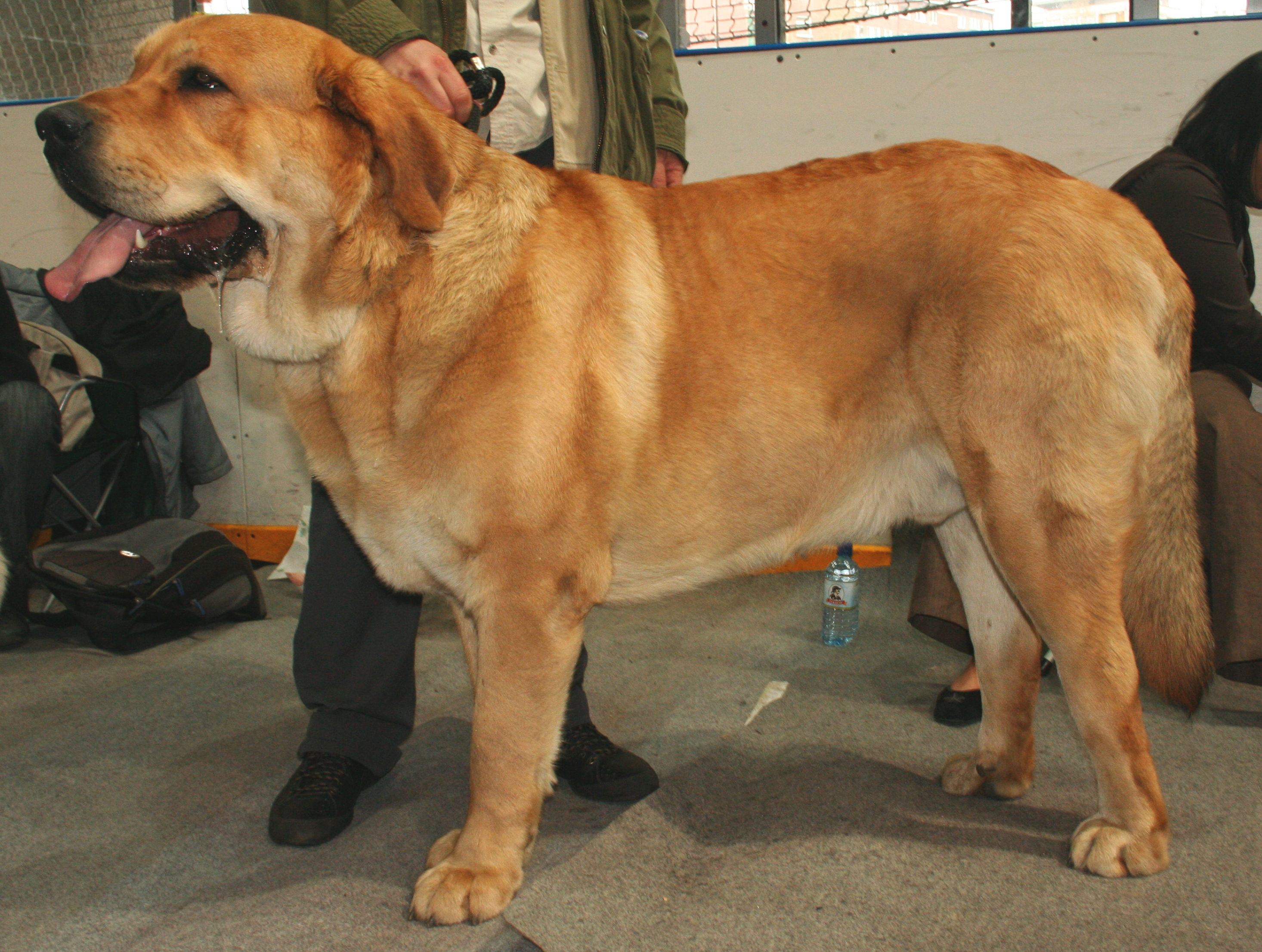

##### Voorbeelden: at

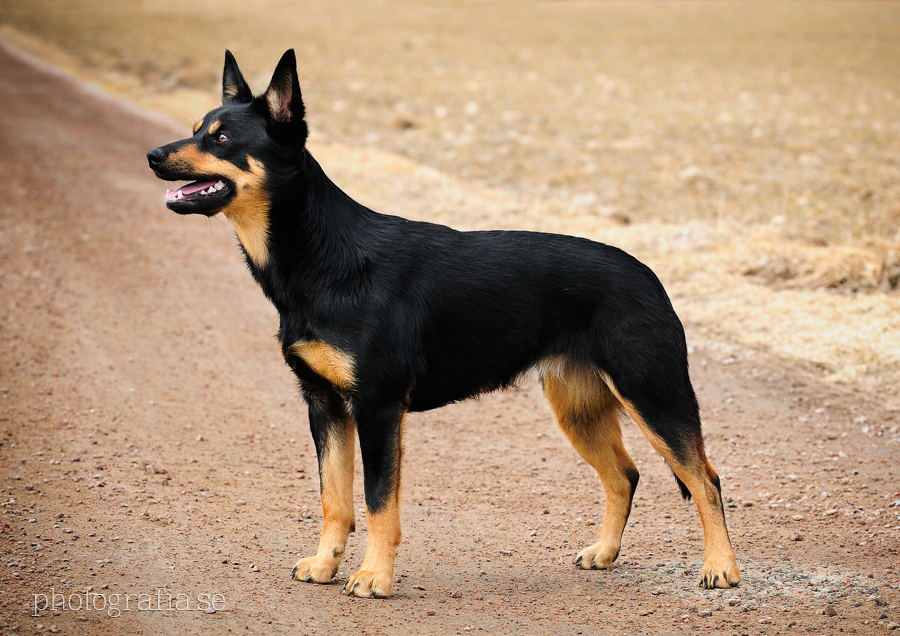
Australische kelpie
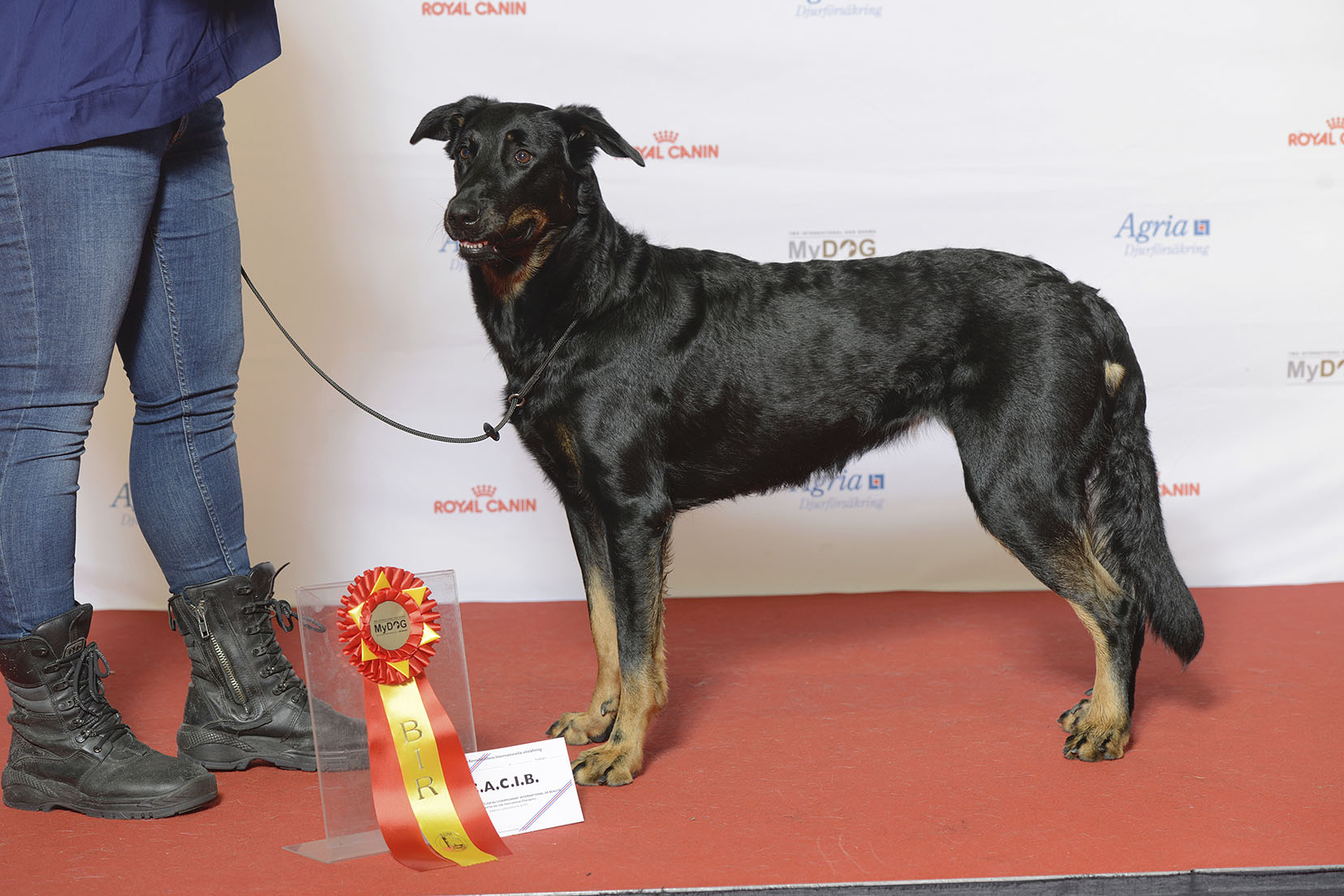
Beauceron
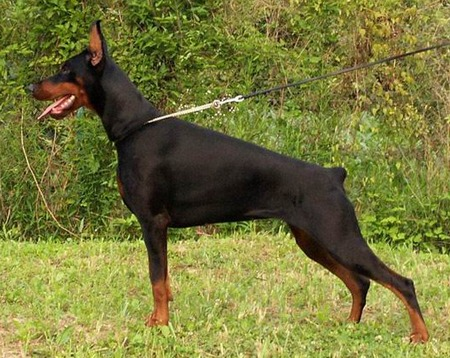
Dobermannpinscher
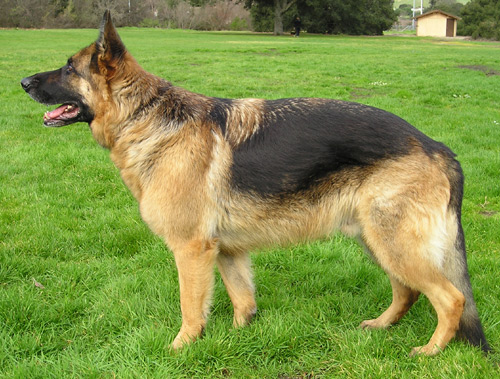
Duitse herder
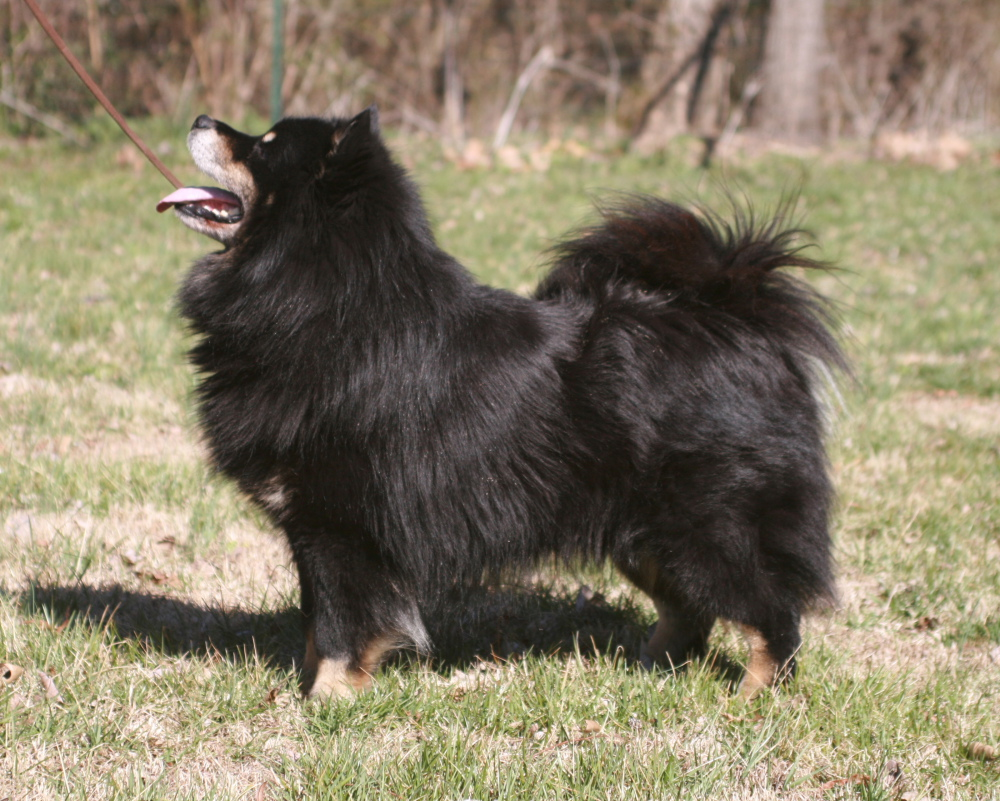
Finse lappenhond
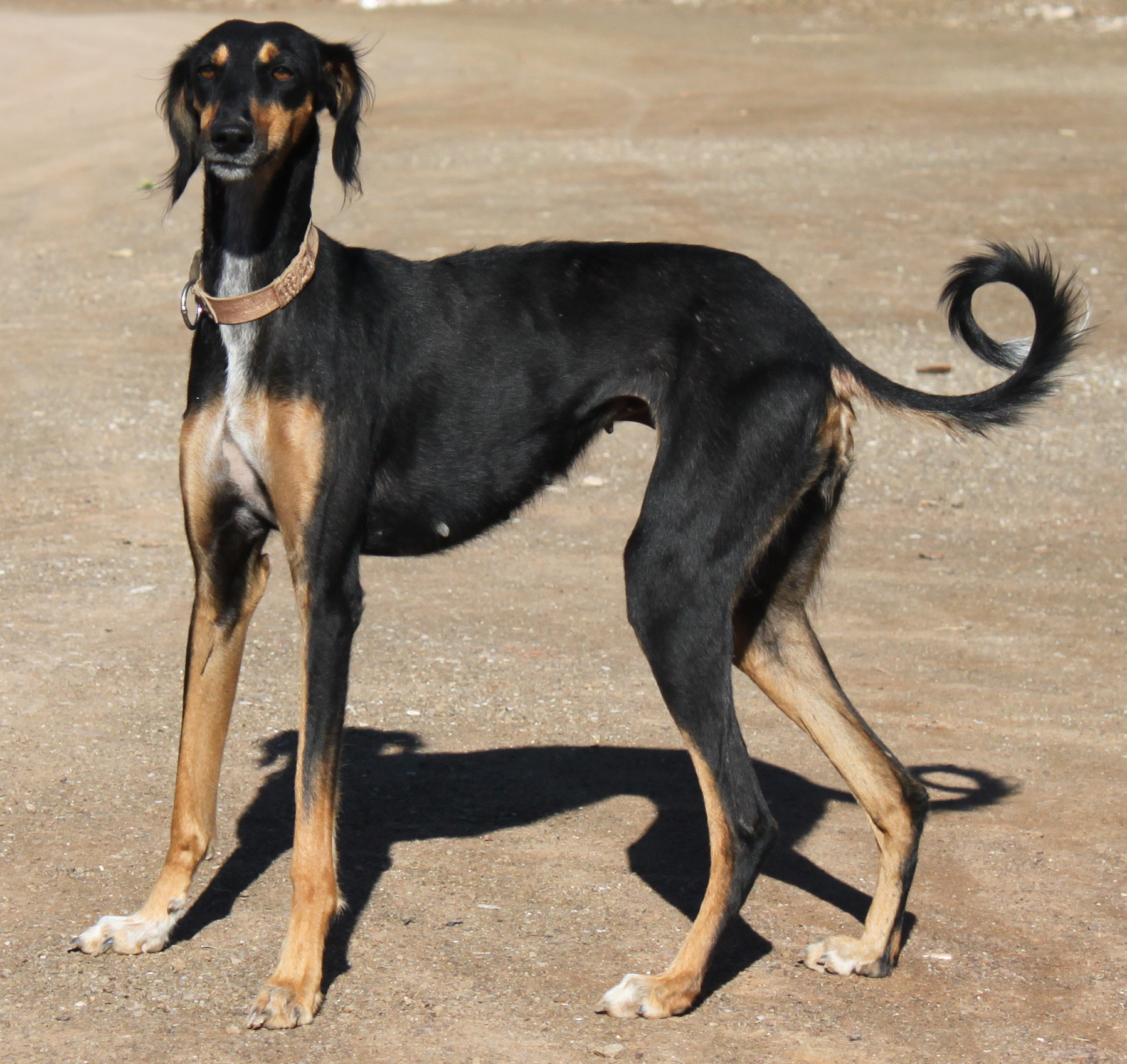
Saloeki

##### Voorbeelden: a

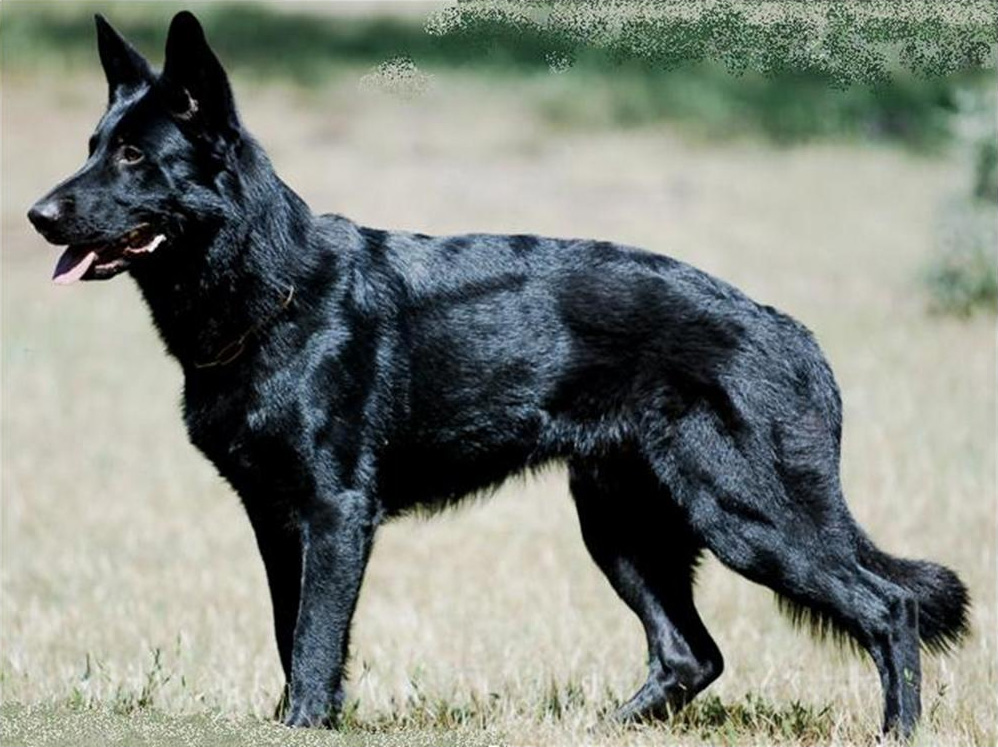
Duitse herder

#### B-locus
Het B-locus bevindt zich op het TYRP1 gen. Er zijn twee hoofdvarianten beschreven, B (Black) en b (liver). B is dominant over b. Van het b-allel zijn er drie subvarianten beschreven: bs, bc en bd. Deze laatsten hebben alle drie hetzelfde effect. Enkel in samenspraak met het fenotype van de neuskleur (zwart versus chocoladekleurige) kan men desgevallend een volledige uitspraak doen.

##### Voorbeelden: B-locus

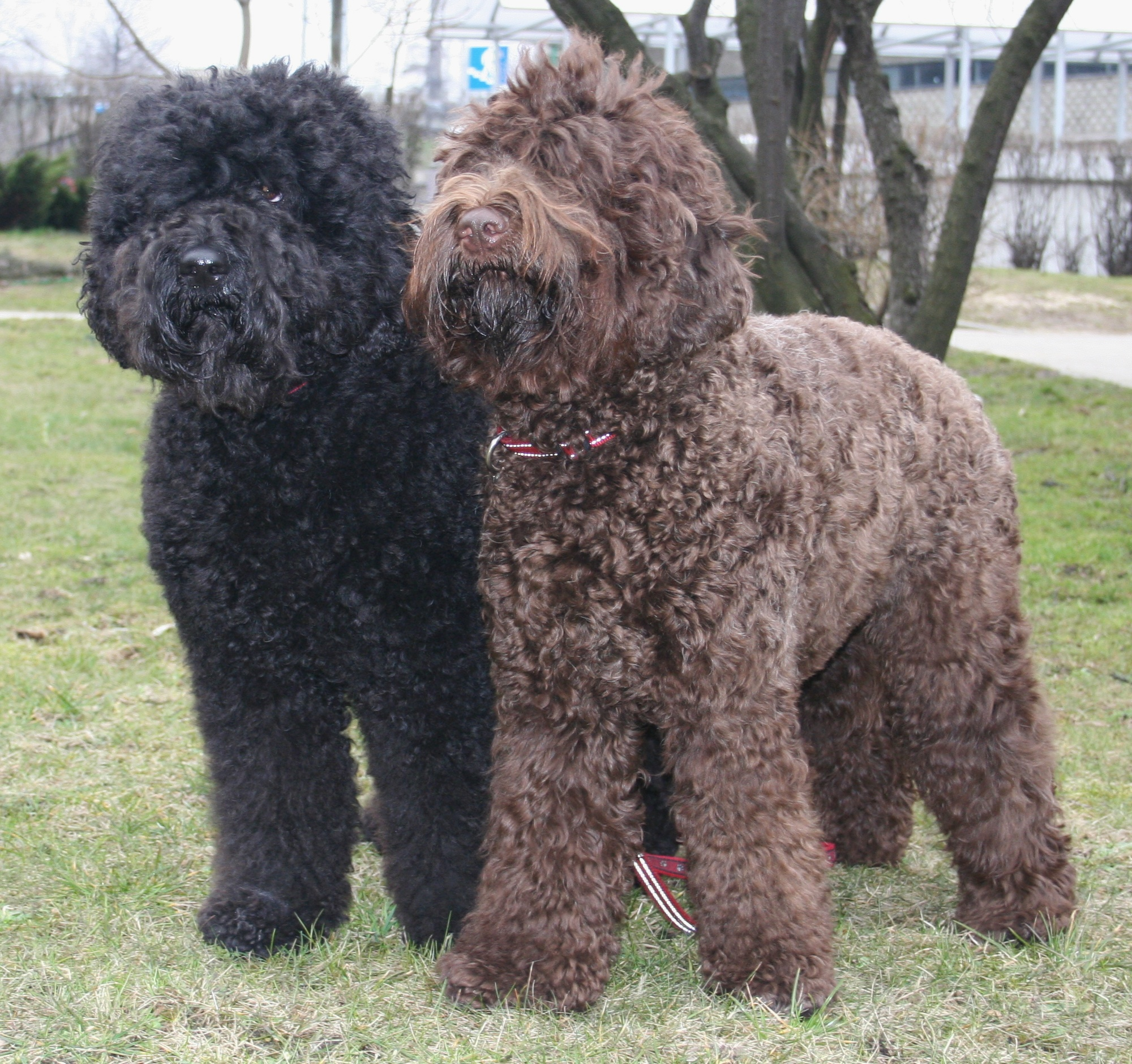
Barbet
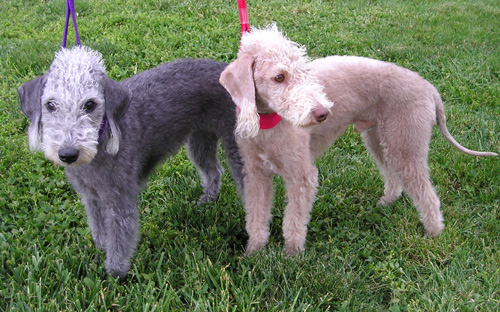
Bedlingtonterriër
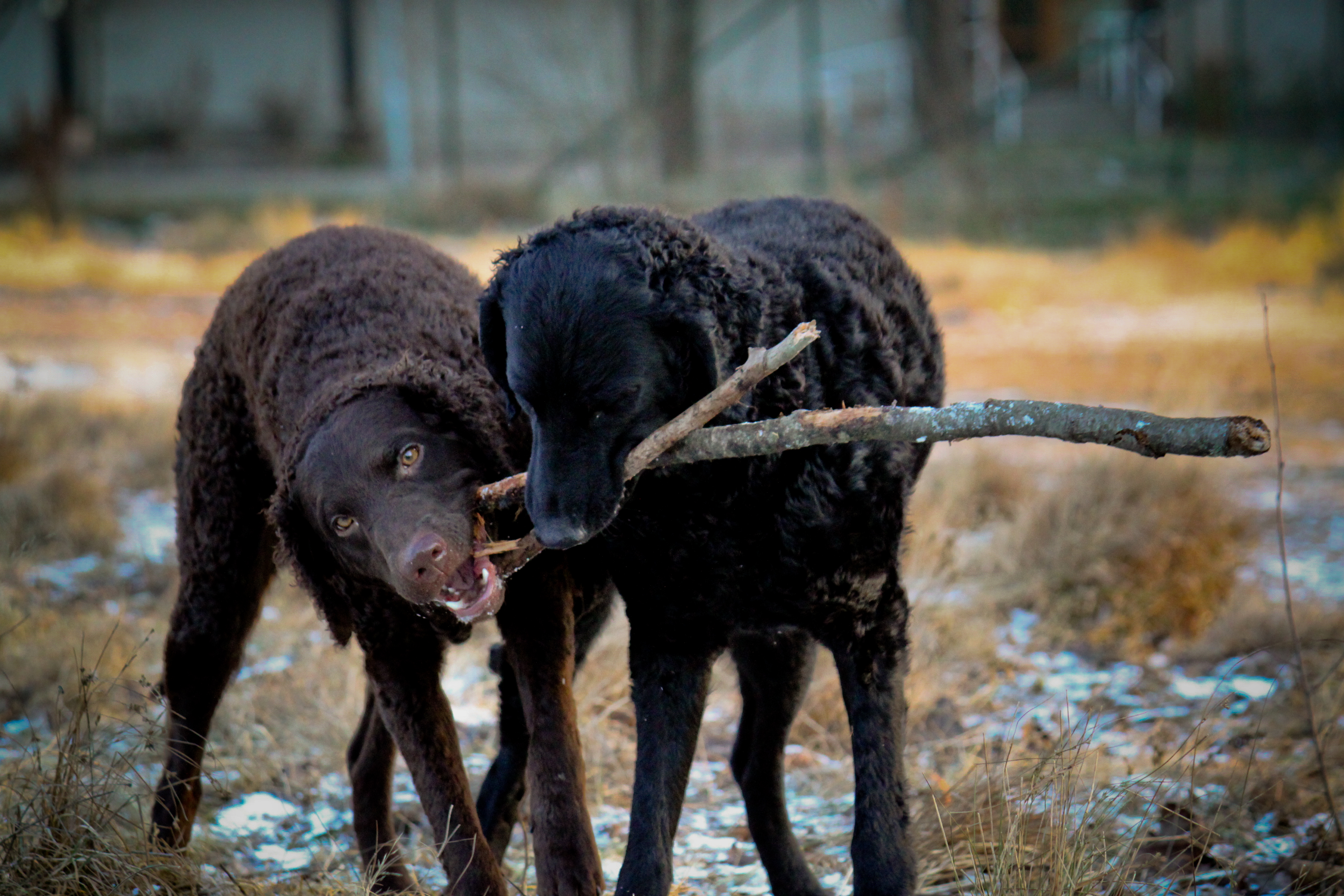
Curly-coated retriever
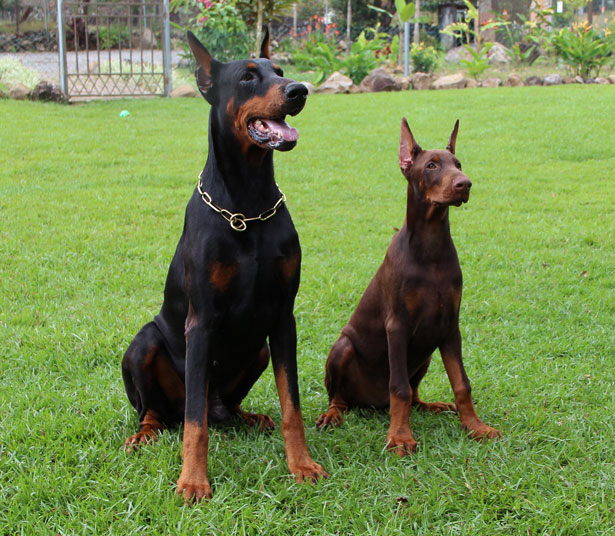
Dobermannpinscher
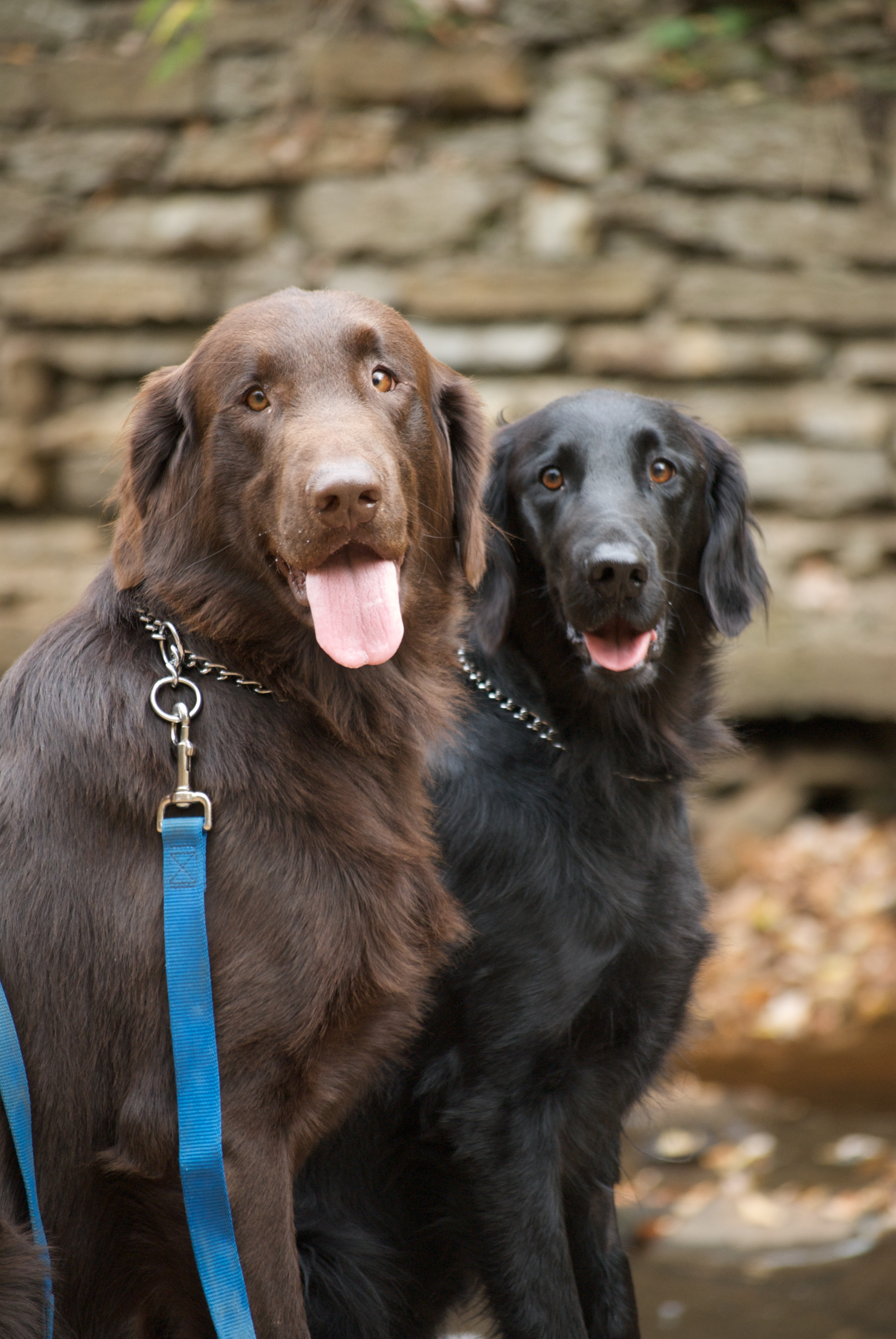
Flat-coated retriever
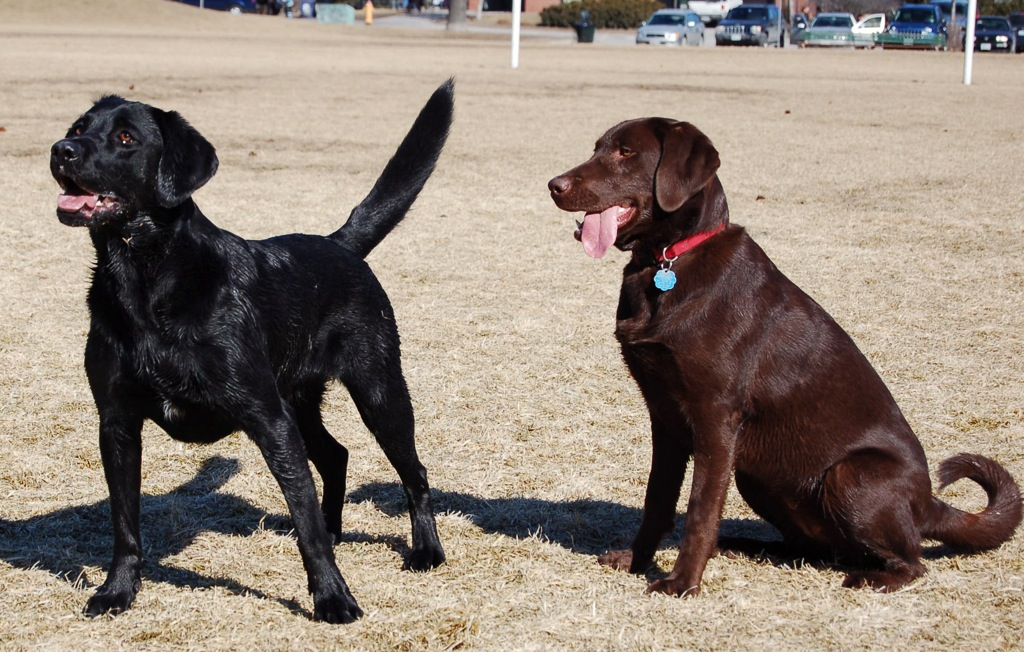
Labrador retriever

#### H-locus
DNA-studies hebben het gen in de H-locus nog niet kunnen isoleren, maar de eigenschappen die ermee geassocieerd worden zijn gelinkt aan chromosoom 9. De H-locus is een modifier locus (van de M-locus) en de allelen in de H-locus zullen bepalen of het dier een harlekijn-vacht zal hebben of niet. Het harlekijn gen zorgt ervoor dat alle verdunde stukken in een merle-patroon verdwijnen en worden vervangen door wit, enkel de zwarte vlekken van het merle-patroon blijven nog zichtbaar. Harlekijn wordt dominant vererft en heeft dus maar één ouder nodig, en hoewel het gen enkel invloed heeft op de M-locus kunnen honden zonder een merle-vachtpatroon ook drager zijn van het gen maar het zal niet tot uiting komen.
In tegenstelling tot wat vaak wordt beweerd, is de Duitse dog niet het enige hondenras waarbij dit patroon voorkomt, het is echter wel het enige ras waarbij de officiële rasstandaard de kleur toelaat. Bij, onder andere, Bordercollies kom dit vachtpatroon ook voor.
Er zijn twee allelen die kunnen voorkomen op de H-locus:
- H = harlekijn.
- h = geen harlekijn.

##### Voorbeelden: H-locus

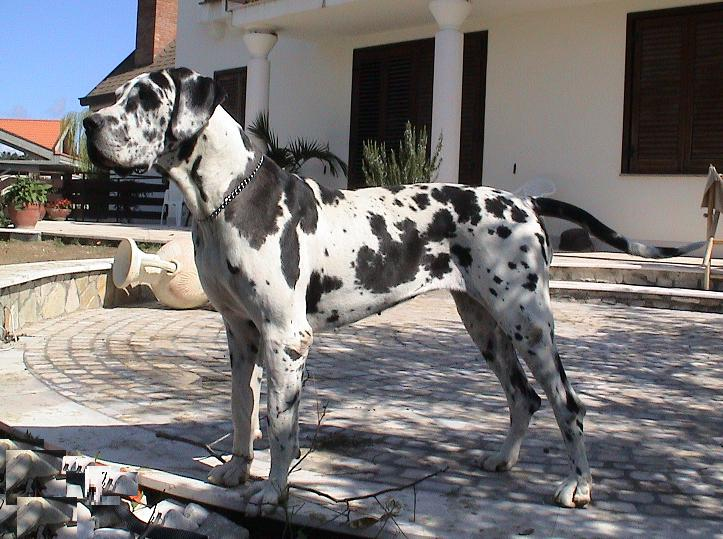
Duitse dog
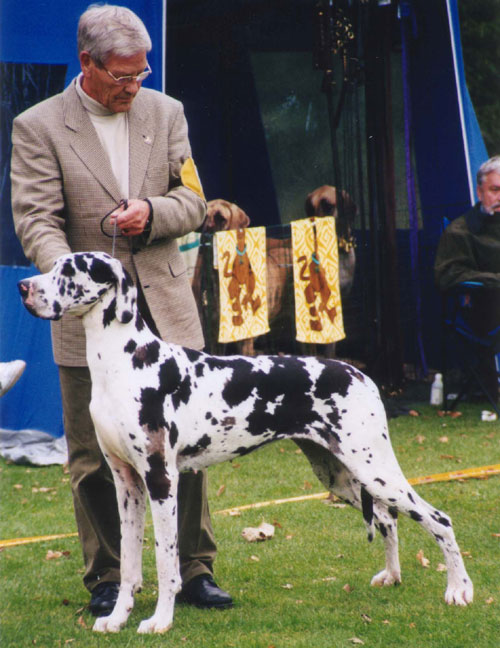
Duitse dog
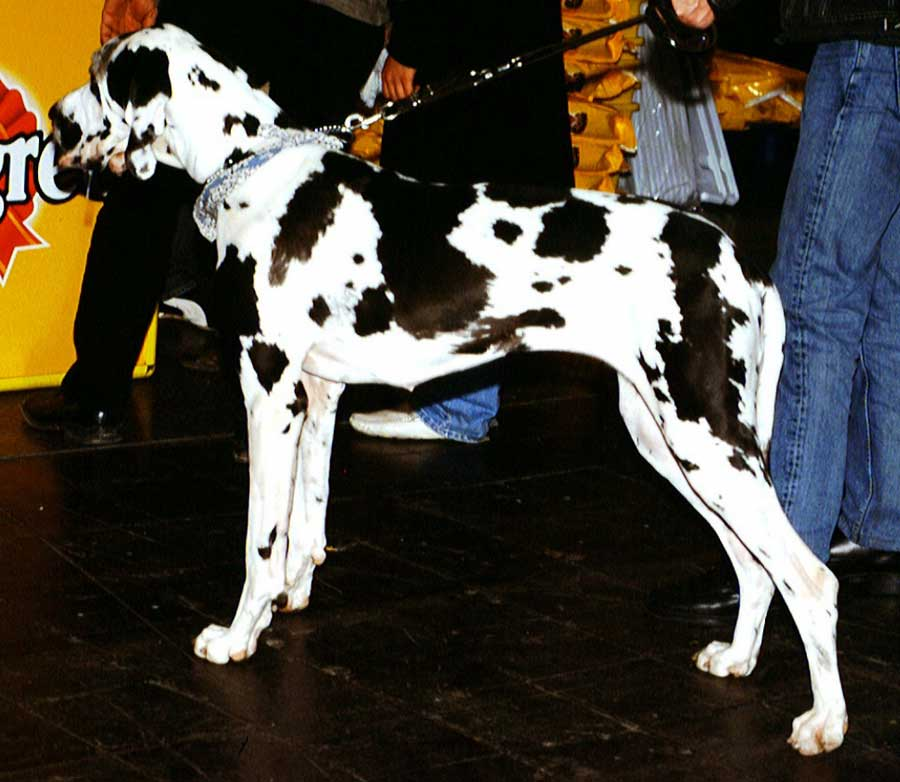
Duitse dog
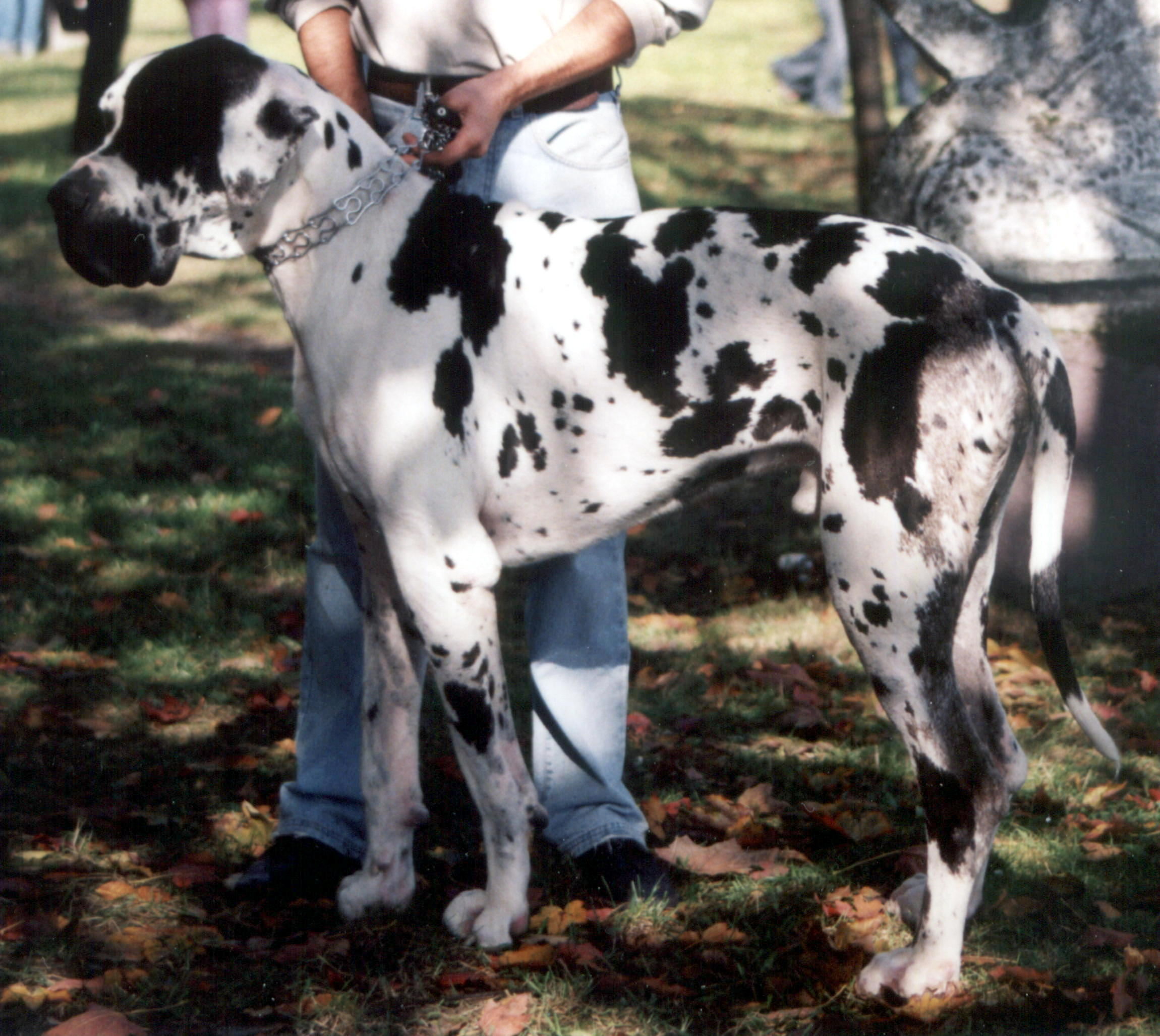
Duitse dog

#### M-locus
De allelen op de M-locus (het SILV gen) bepalen of er een merle-patroon tot uiting komt in de vacht van het dier of niet. M is dominant over m. Er zijn twee allelen die kunnen voorkomen op de M-locus:
- M = merle
- m = geen merle

##### Voorbeelden: M-locus

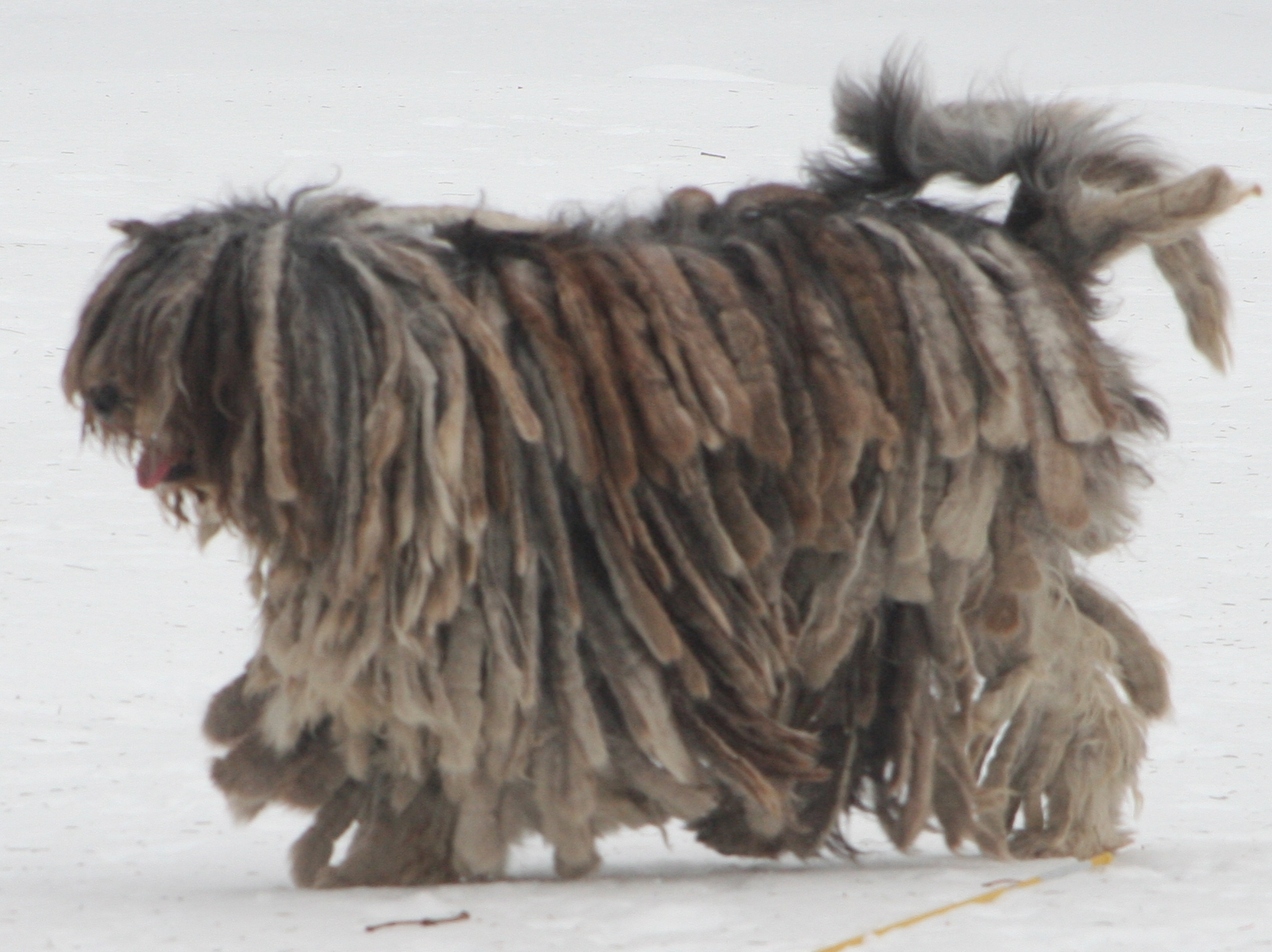
Bergamasco
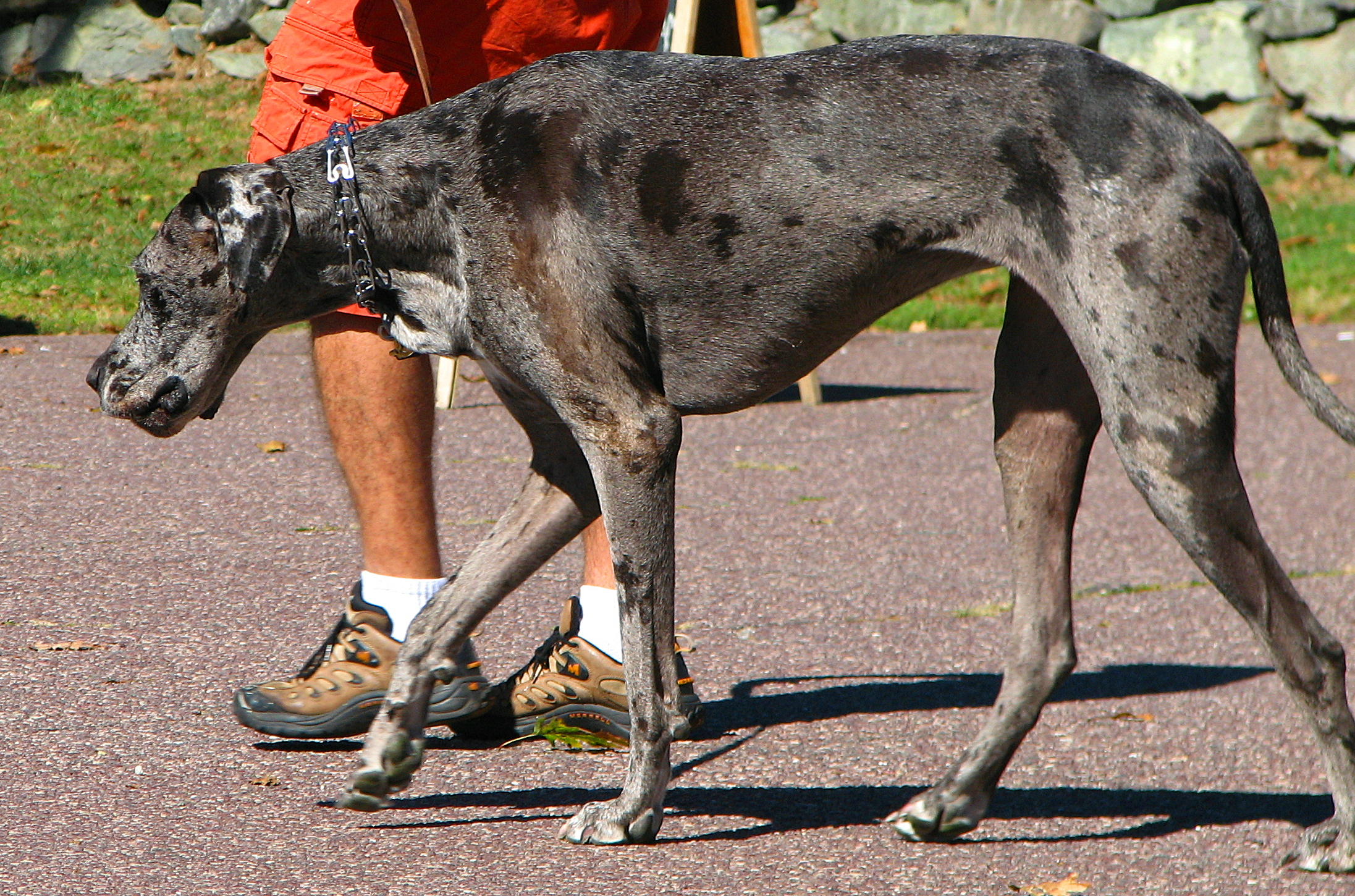
Duitse dog
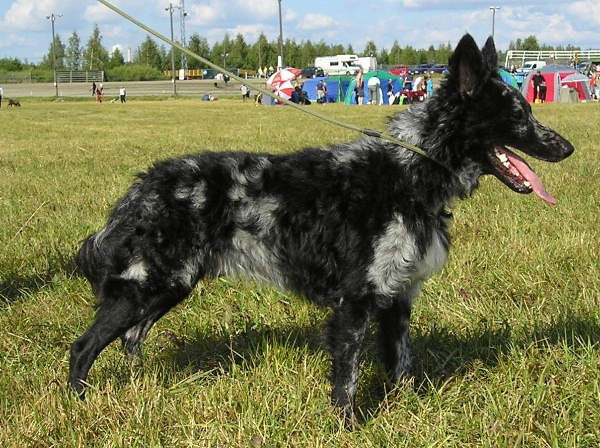
Mudi

## Kleur
De kleur van de vacht is een belangrijke factor bij het fokken van honden. Elke rasstandaard specificeert welke kleuren er toegelaten zijn en welke onaanvaardbaar zijn.
Het analyseren van de vererving van de vachtkleur bij honden gaat gepaard met enkele moeilijkheden:
- Er kan naar dezelfde kleur met verschillende namen verwezen worden bij verschillende rassen. Eveneens kan dezelfde term gebruikt worden voor verschillende kleuren bij verschillende rassen.
- Sommige vachtkleuren veranderen van kleur over tijd.
- Het vaststellen van een kleur is vaak subjectief waardoor er fouten ontstaan in de beschrijving ervan.
- Kleurschakeringen kunnen veranderen ten gevolge van de lengte en textuur van de vacht.

### Effen vacht
Vachten met een effen kleur, ook wel monochromatische kleuren genoemd, ontstaan door de aanwezigheid van slechts één pigment of door de totale afwezigheid van pigment. Eumelanine creëert een zwarte of een bruine kleur in variërende graden van verzadiging. Pheomelanine zorgt voor een geelbruine vachtkleur in verschillende tinten. Feomelanine zorgt voor een gebleekte kleur zoals bij crèmekleurige of witte vachten.

### Gemengde vacht
Vachten die bestaan uit twee kleuren ontstaan door een combinatie van twee pigmenten. Afhankelijk van de verdeling van het melanine en het feomelanine kunnen er vijf verschillende soorten vachtkleuren zich voordoen: rood met een zwart masker, sable en agouti, brindle, zwart en tan, zadel.
Sable en agouti ontstaan wanneer er verschillende pigmenten zich in een individueel haar voordoen.Vanwege het feit dat de verdeling van de pigmenten in de haren enorm kan variëren, is er een grote verscheidenheid aan kleuren mogelijk. Wanneer er verschillende pigmenten op verschillende plaatsen in het haar voorkomen spreekt men over een agouti vachtkleur. Als het individuele haar enkel zwarte haarpunten heeft dan spreekt men over een sable vachtkleur. Geconcentreerde gebieden van donkere haren in de vorm van strepen noemt men brindle. Zwart pigment op de kop, meestal van de snuit tot aan de oren, wordt een masker genoemd. Zwart haren op de rug van de hond noemt men een zadel. Bij zwart en tan is de hond volledig zwart behalve op bepaalde plaatsen op het lichaam waar de hond tankleurige haren heeft.

### Countershading
Gedomesticeerde honden tonen soms nog restanten van countershading, een gemeenschappelijke natuurlijke camouflagepatroon. Het principe van countershading is als volgt; wanneer een dier wordt belicht van bovenaf door de zon, valt er slagschaduw op de ventrale zijden van het lichaam. Deze schaduwen kunnen worden waargenomen door roofdieren of prooidieren en verraden de aanwezigheid van het dier. Als de vacht op de ventrale delen van het lichaam een lichtere tint heeft dan de vacht op de rest van het lichaam, zijn deze slagschaduwen minder opvallend en gaat het dier beter op in zijn omgeving. Een andere mogelijke verklaring is dat door de druk van natuurlijke selectie – uit noodzaak om zich te kunnen camoufleren in verschillende achtergrond gezien van onderaan zowel als bovenaan – verschillende delen van het lichaam een andere kleur hebben gekregen.

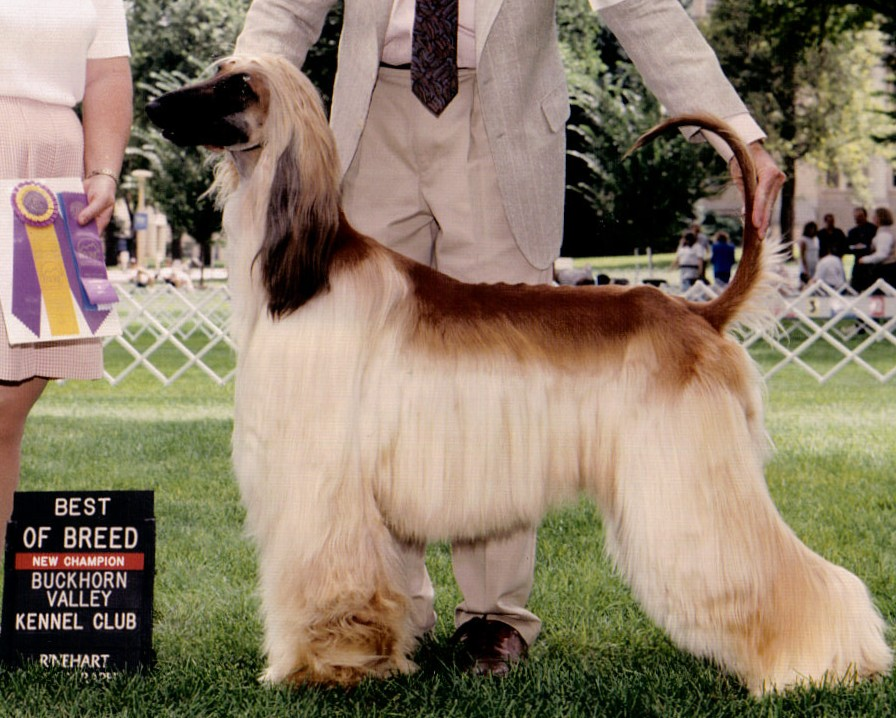
Afghaanse windhond
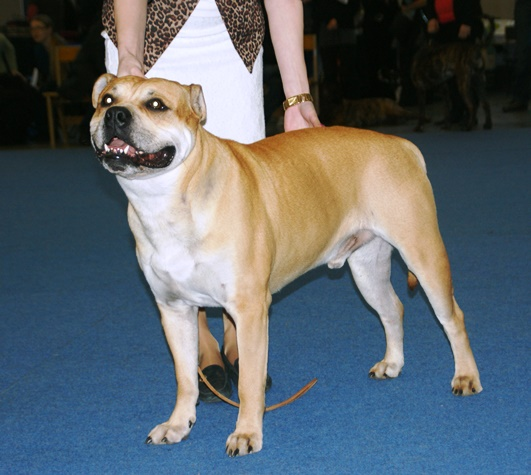
Ca de Bou
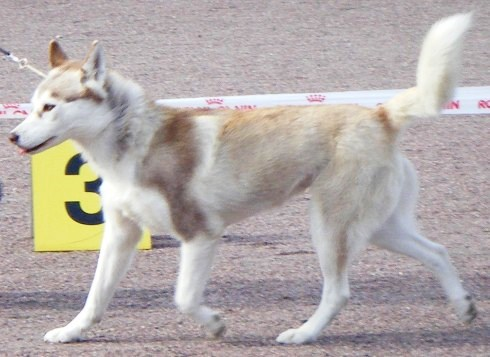
Siberische husky

### Monochromatische kleuren
| Kleur             | Benamingen | Genetische formule            | Beschrijving | Foto |
| ----------------- | --- | ----------------------------- | --- | ---- |
| Albino            | Albino, wit.                                                                                                  | cbcb caca pp                  | Een gebrek aan pigment in het haar en de huid. De vacht is geheel wit en de huid is roze. |      |
| Bruin             | Bruin, chocolade, dood gras, grijsbruin, lever, mahonie, zegge, zwartbruin.                                   | bbK-aabbkk                    | Een bruinkleurige vacht in combinatie met een bruinkleurige neus. |      |
| Blauw             | Blauw, grijs.                                                                                                 | B-ddK-aaB-ddkk                | Een koude, metaalachtige grijze vachtkleur. |      |
| Geel              | Abrikoos, blond, fawn, geel, geelrood, getaand, goud, honing, leeuw-kleurig, mosterd, stro, tan, tarwe, zand. | eeffK- aaD-eeffkk             | Goud verwijst specifiek naar een rijk rood-geel en varianten, terwijl geel kan verwijzen naar eender welke tint geel en tan. |      |
| Lichtgeel         | Crème, fawn, gember, tan.                                                                                     | ddee ayayddE-                 | Een verbleekte gele vacht of een tan-achtige kleur die soms bijna wit kan zijn. |      |
| Lila              | Bruingrijs, café au lait, fawn, grijs, isabella, lever, lila, paars, violet.                                  | bbddK-aabbddkk                | Bij Weimaraners verwijst de term "fawn" naar hun typische bruingrijze kleur die bij andere rassen meestal "lila" genoemd wordt. |      |
| Rood              | Bruin, lever, oranje, rood, roodgoud, ros, ruby, tan.                                                         | D-eeF-K- aaeeF-kk             | Op genetisch vlak is een hond met een rode vacht meestal een sable (met weinig tot geen zwarte haarpunten) of een rossig recessief geel. |      |
| Wit               | Wit. |                               | Een zodanig lichte crèmekleurige vacht dat het lijkt alsof deze zuiver wit is, waarmee ze onderscheiden zijn van albinos. Een witte hond heeft, in tegenstelling tot een albino, een donkere huid rond de ogen en neus, vaak in combinatie met donker gekleurde ogen. Vaak is een deel van de vacht tussen de schouderbladen lichtgeel. |      |
| Zilver            | blauw, grijs, staalgrijs, zilver                                                                              | B-C-D-E-G-S-K- aaB-C-D-E-G-kk | De puppy's worden zwart geboren en verbleken naarmate ze ouder worden. |      |
| Zwart (dominant)  | Zwart. | B-C-D-E-S-K                   | De vacht kan vervagen of een bruine schijn krijgen naarmate de hond ouder wordt en blootgesteld wordt aan de elementen. |      |
| Zwart (recessief) | Zwart. | aaB-C-D-E-kk                  | De vacht kan vervagen of een bruine schijn krijgen naarmate de hond ouder wordt en blootgesteld wordt aan de elementen. |      |

## Patronen
Hetzelfde patroon kan andere namen hebben bij verschillende hondenrassen.
| Benaming     | Genetische formule    |  | Beschrijving | Foto                 |
| ------------ | --------------------- |  | --- | -------------------- |
| Agouti       | aw-E-kk               |  | Een haar in deze vacht heeft meerdere kleuren, de haarpunten zijn zwart. Deze kleur staat ook bekend als "wolfsgrijs" bij sommige rassen. |                      |
| Bicolor      | spsp                  |  | Ook bekend als bont. |                      |
| Brindle      | ayayE-kbr- awawE-kbr- |  | Een combinatie van zwart met bruin, tan of goud in tijgerachtige strepen. |                      |
| Gevlekt      | swswT-(TdTd)          |  | Een witte vacht met donkere of zwarte vlekken. |                      |
| Gespikkeld   | spspT- sisiT-         |  | Een gespikkelde hond is bedekt in kleine vlekjes die duidelijker afgetekend zijn dan bij een roan vacht, maar opvallend kleiner zijn dan bij een gevlekte vacht. Een hond kan veel of weinig spikkels hebben. De spikkels komen het meeste voor op de poten en de snuit.                               | Duitse Staande Hond. |
| Grizzle      | RMRM                  |  | Ander namen: domino,... |                      |
| Harlekijn    | MmHh                  |  | Een combinatie van zwarte en witte vlekken die er ruw en gekarteld uitzien. |                      |
| Iers gevlekt | sisi                  |  | Eender welke kleur in combinatie met wit. Het wit beperkt zich tot de buik, borst, poten, nek, hals, snuit, bles en het puntje van de staart. Maximum 30% van de vacht is wit. |                      |
| Masker       | Em-                   |  | Een donker masker op de snuit van de hond. Het masker kan soms enkel op de neus en mond zitten of helemaal doorlopen tot in de hals. |                      |
| Merle        | Mm                    |  | Een gemarmerde vacht waarvan de vlekken een lichtere kleur zijn van de basiskleur. |                      |
| Roan         | R-                    |  | Roan is een patroon dat sterk gevlekte witte gebieden produceert. Honden met een roan vacht worden wit geboren en verdonkeren naarmate ze ouder worden. Vaak is er slechts een kleine hoeveelheid wit zichtbaar.                                                                                       |                      |
| Sable        | ayayD-E-              |  | Een rode of gele vachtkleur waarbij de punten van de haren zwart zijn. |                      |
| Tuxedo       |                       |  | Een hond met een witte vlek op de borst en keel (het overhemd), en met witte voeten (de manchetten). In tegenstelling tot Iers gevlekt heeft de hond geen wit in de nek. Hoewel dit patroon het meest geassocieerd wordt met een zwarte vacht, komt dit ook voor bij honden met een andere vachtkleur. |                      |
| Zadel        | asaasaE-kk            |  | Een donkere vlek op de rug van de hond, soms ook een mantel of deken genoemd. |                      |
| Tan point    | atatE-kk              |  | Tan-kleurige markeringen op de poten, borst en het hoofd. De rest van de vacht is meestal zwart, maar andere kleurcombinaties komen ook voor. Omdat de combinatie zwart met tan point zo veel voorkomt wordt er vaak gesproken over "black and tan" oftewel "zwart en tan".                            |                      |

## Combinaties van de bovenstaande kleuren en patronen.
De bovenstaande kleuren en patronen kunnen in allerlei combinaties voorkomen. De meeste veelkleurige vachten bestaan uit een combinatie van twee, drie of vier van de bovenstaande mogelijkheden.
In de onderstaande tabellen staan monochromatische vachtkleuren in combinatie met één of twee patronen. Bij sommige monochromatische vachtkleuren zijn er meer combinaties met patronen mogelijk dan bij anderen.
|             | Basiskleur     | + Bicolor | + Iers gevlekt | + Tan point | + Tuxedo |
| ----------- | -------------- | --------- | -------------- | ----------- | -------- |
| Basiskleur  | B-ddK-aaB-ddkk |           |                |             |          |
| + Tan point |                |           |                |             |          |
| + Merle     |                |           |                |             |          |

|             | Basiskleur | + Bicolor | + Extreem bicolor | + Gevlekt | + Gespikkeld | + Iers gevlekt     | + Tan point     | + Tuxedo |
| ----------- | ---------- | --------- | ----------------- | --------- | ------------ | ------------------ | --------------- | -------- |
| Basiskleur  | bbK-aabbkk |           |                   |           |              |                    |                 |          |
| + Brindle   |            |           |                   |           |              | ayayB-E-F-kbr-sisi |                 |          |
| + Merle     |            |           |                   |           |              |                    | atatbbD-E-FkkMm |          |
| + Roan      | n/a        |           | bbD-K-R-spsp      | n/a       | n/a          |                    |                 |          |
| + Tan point |            |           |                   |           |              |                    |                 |          |

ayayB-Em-F-kksisi
|            | Basiskleur | + Bicolor              | + Extreem bicolor | + Iers gevlekt    | + Masker | + Tuxedo |
| ---------- | ---------- | ---------------------- | ----------------- | ----------------- | -------- | -------- |
| Basiskleur | ayayD-E-   | awawB-cchcchD-E-kksisi | ayayB-E-F-kkswsw  | ayayB-Em-F-kksisi |          |          |
| + Merle    |            |                        |                   |                   |          |          |
| + Roan     | n/a        |                        |                   |                   |          |          |

|             | Basiskleur | + Bicolor          | + Extreem bicolor  | + Gevlekt    | + Gespikkeld           | + Iers gevlekt     | + Masker      | + Tan point      | + Tuxedo |
| ----------- | ---------- | ------------------ | ------------------ | ------------ | ---------------------- | ------------------ | ------------- | ---------------- | -------- |
| Basiskleur  |            |                    |                    | swswT-(TdTd) |                        |                    | n/a           | atatE-kk         |          |
| + Brindle   |            | ayayB-E-ffkbr-spsp |                    |              |                        |                    |               | atatB-D-E-kbr-   |          |
| + Merle     |            |                    |                    |              |                        | B-E-K-Mmsisi       |               |                  |          |
| + Roan      |            |                    |                    |              |                        |                    |               | atatB-E-F-kkR-S- |          |
| + Tan point | atatE-kk   | atatB-E-F-kkspsp   | atatB-E-ffkkswsw   |              |                        | atatB-E-F-kksisi   | atatB-D-Em-kk |                  |          |
| + Zadel     | asaasaE-kk | asaasaB-E-F-kkspsp | asaasaB-E-ffkkswsw |              | asaasaB-E-F-kkR-spspT- | asaasaB-E-ffkksisi |               | n/a              |          |

## Verzorging van de vacht
Er bestaat een waaier aan gereedschappen, materialen en producten om de verschillende soorten hondenvachten te verzorgen. Het is belangrijk dat het juiste materiaal op de juiste vacht wordt gebruikt waarvoor het ontworpen is. Het verkeerde materiaal of het verkeerd gebruiken van bepaalde gereedschappen en producten kan de vacht en de huid van een hond beschadigen, soms zelf permanent.
| Benaming                            | | Foto |
| ----------------------------------- | --- | ---- |
| Dubbel effileerschaar               | - Vacht: alle vachtgroepen behalve #1, #2, #8, #12 en #13 - Toepassing: Dubbele effileerscharen bestaan in allerlei maten en in verschillende variaties van grofheid. Beide messen van de schaar hebben tanden in plaats van een recht snijvlak. De schaar wordt gebruikt om een dikke vacht uit te dunnen of om verschillende haarlengtes naadloos in elkaar te laten overvloeien. De hoeveelheid haar dat er wordt afgeknipt per keer de schaar snijdt hangt af van hoeveel haren er vast zitten tussen de toppen van de tanden. Hoe fijner de tanden, hoe meer haar er per keer zal afgeknipt worden. Meestal wordt een effileerschaar met grove tanden gebruikt om de vacht uit te dunnen en een effileerschaar met fijne tanden om de haarlengtes aan te passen. |      |
| Enkele effileerschaar               | - Vacht: alle vachtgroepen behalve #1, #2, #8, #12 en #13 - Toepassing: De enkele effileerschaar wordt voor hetzelfde gebruikt als de dubbele effileerschaar met het verschil dat de enkele effileerschaar maar één snijvlak heeft met tanden in plaats van twee snijvlakken. Ervaren hondentrimmers gebruiken meestal een enkele effileerschaar in plaats van een dubbele effileerschaar, omdat hiermee het werk net iets sneller gaat. |      |
| Furminator                          | - Vacht: vachtgroep #1 - Toepassing: De meeste professionele hondentrimmers zullen hondeneigenaren afraden dit gereedschap te gebruiken. Dit omdat het, door verkeerd gebruik, heel veel schade kan aanrichten. De Furminator is geen kam of borstel, maar een mes met een handvat die in een bepaalde hoek door de vacht moet gehaald worden. Wanneer dit gereedschap juist wordt gebruikt, is het een handig hulpmiddel om loszittende haren uit een korte vacht te verwijderen. Verkeerd gebruik leidt ertoe dat de haren afgesneden of uitgetrokken worden. De Furminator mag niet gebruikt worden op langharige vachten, krulvachten en ruwharige vachten. |      |
| Kam                                 | - Vacht: alle vachtgroepen behalve #1, #2, #12 en #13 - Toepassing: Deze kam met fijne lange tanden op één rij wordt gebruikt om eventuele achtergebleven klitten in de vacht op te sporen. De kam is ook geschikt om eventuele loszittende ondervacht te verwijderen. De kam komt voor in verschillende lengtes waarbij de plaatsing van de tanden kan variëren tussen heel fijn of heel grof. |      |
| Kromme schaar                       | - Vacht: alle vachtgroepen behalve #1, #2, #8, #12 en #13 - Toepassing: De kromme schaar wordt gebruikt om het knippen van ronde vormen en lijnen te vergemakkelijken. Deze schaar wordt zo bijvoorbeeld vaak gebruikt bij het toiletteren van poedels. Net als de rechte schaar zijn deze scharen verkrijgbaar in allerlei lengtes, kwaliteiten, metalen en gewichten. |      |
| Pinnenborstel of universele borstel | - Vacht: alle vachtgroepen behalve #1, #12 en #13 - Toepassing: Deze borstel wordt gebruikt voor een krulvacht of een vacht die in de klit zit. Ze bestaan in verschillende groten en met verschillende lengtes van pinnen. |      |
| Plukmes                             | - Vacht: vachtgroep #8 - Toepassing: Het plukmes is een hulpmiddel om de ruwe haren van de bovenvacht te verwijderen. |      |
| Rechte Schaar                       | - Vacht: alle vachtgroepen behalve #1, #2, #8, #12 en #13 - Toepassing: Rechte scharen worden gebruikt om de vacht te knippen. Ze bestaan in verschillende lengtes, kwaliteiten, metalen, en gewichten. |      |
| Rubberen borstel                    | - Vacht: vachtgroep #1 en #2. - Toepassing: Een rubberen borstel wordt gebruikt om losse haren te verwijderen uit een kortharige vacht. |      |
| Uitwolkam                           | - Vacht: alle vachtgroepen behalve #1, #11, #12 en #13 - Toepassing: Met deze kam wordt de ondervacht uitgedund en weggenomen. Deze kam bestaat in verschillende groten en breedtes. |      |
| Vingercondooms                      | - Vacht: vachtgroep #6 en #8 - Toepassing: vingercondooms worden (meestal) gedragen aan de duim en wijsvinger en helpen om gemakkelijker haar te plukken. Ze bestaan in verschillende maten, kleuren en kwaliteit, met of zonder ribbels. |      |

## Medische problemen

### Allergieën
- Allergische vlooiendermatitis: Deze vorm wordt veroorzaakt door overgevoeligheid ten opzichte van speeksel van vlooien. Deze allergie veroorzaakt een sterke jeuk, voornamelijk op het achterste gedeelte van de rug, met bijt-en krabletsels als gevolg.
- Atopie: Een van de meest voorkomende en ingewikkelde aandoeningen dat voornamelijk voorkomt bij honden tussen 6 maanden en 3 jaar. De antigenen dringen het organisme meestal binnen via inhalatie, maar soms ook via de huid of oraal. In de eerste plaats is atopie seizoensgebonden, maar wordt meestal permanent na enige tijd. De voornaamste lichaamsdelen die getroffen worden zin de kop, de oksels en de extremiteiten der ledematen. Jeuk is het voornaamste symptoom.
- Contactdermatitis: Contactdermatitis wordt veroorzaakt door direct contact met een bepaalde stof. De jeuk komt gewoonlijk voor op plaatsen waar weinig of geen haar aanwezig is zoals op de buik, borst, oksels, flanken, tussen de tenen, anaalstreek en de oogleden.
- Voedselallergie: Te wijten aan de opname van bepaalde voedingstoffen, en komt soms voor in combinatie met andere allergieën. Deze allergie kan verschijnen ongeacht de leeftijd van de hond. Het moment van verschijnen is wisselend maar treedt slechts op na verschillende jaren van inname van het allergeen. De meeste voedingswaren kunnen aan de oorsprong liggen, en het is niet seizoensgebonden. De kleurstoffen, bewaarmiddelen en anti-oxydantia, alsook de wijze van bereiding kunnen het antigenisch vermogen van de voedingswaren veranderen. Het voornaamste symptoom is gelokaliseerde of algemene jeuk. Langdurig en veelvoudig krabben en bijten kan resulteren in haaruitval.

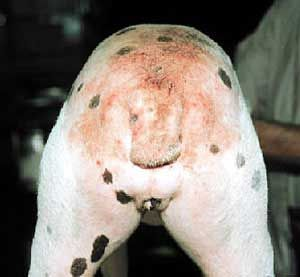
Allergische vlooiendermatitis
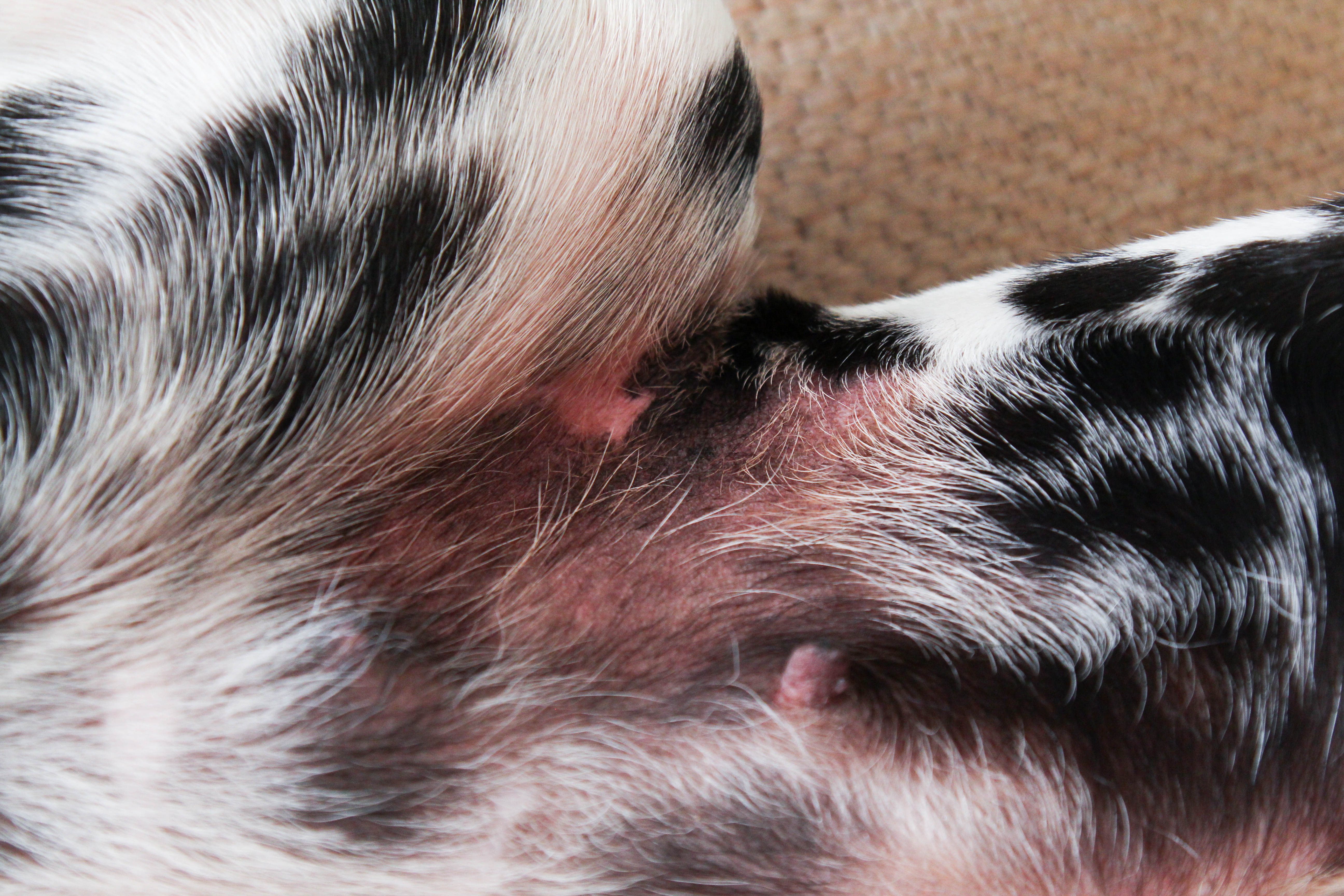
Atopische dermatitis
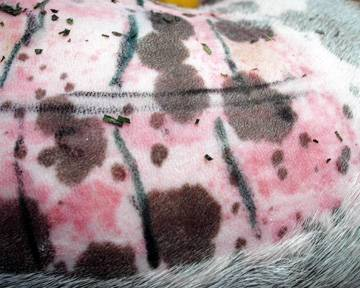
Contactdermatitis
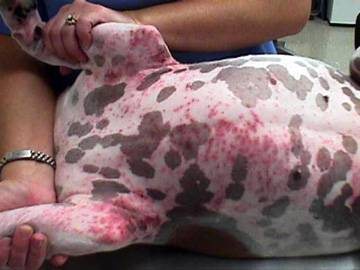
Contactdermatitis

### Ectoparasieten

#### Insecten
- Luizen: Dit zijn dorsoventraal afgeplatte, ongevleugelde insecten. De poten zijn tot grijporganen aangepast. Ze leven als permanente ectoparasieten op de gastheer. Luizen kunnen verschillende maanden blijven leven op de gastheer, maar slechts enkele dagen buiten het verband van de gastheer. Ze komen vooral voor op de kop, hals en rugstreek. Vooral langharige en onverzorgde dieren worden aangetast en aangezien luizen zeer bewegelijk zijn, veroorzaken ze jeuk en onrust. Als voedsel eten ze huidschilfers en sekreten van de huidletsels. Bij een erge besmetting vormt zich een eczemateus beeld met pelletjes, haaruitval, eventueel ook bacteriële infectie. Bij langdurige besmetting komt daarbij verlies van eetlust, gewichtsverlies en bloedarmoede.
- Vlooien: Net zoals luizen zijn vlooien kleine, ongevleugelde insecten, maar in tegenstelling to luizen zijn zij laterolateraal afgeplat. Hun lichaam heeft een gedrongen vorm en hun monddelen zijn aangepast om te steken en bloed te zuigen. De poten zijn lang, vooral de achterste, deze hebben zich ontwikkeld tot echte springpoten. Naast de hondenvlo kunnen bij de hond ook de kattenvlo en de mensenvlo gevonden worden. Vlooien zijn ook de tussengastheer voor de lintworm (Dipilydium caninum). De vlooiensteek veroorzaakt lokale huidreacties met hevige jeuk. Sterke besmetting veroorzaakt eczemateuze letsels, gewichtsverlies en bloedarmoede. Tevens kan de huid allergisch gaan reageren als reactie op toxische stoffen die door de vlo in de huid worden ingespoten teneinde het bloed onstolbaar te maken.

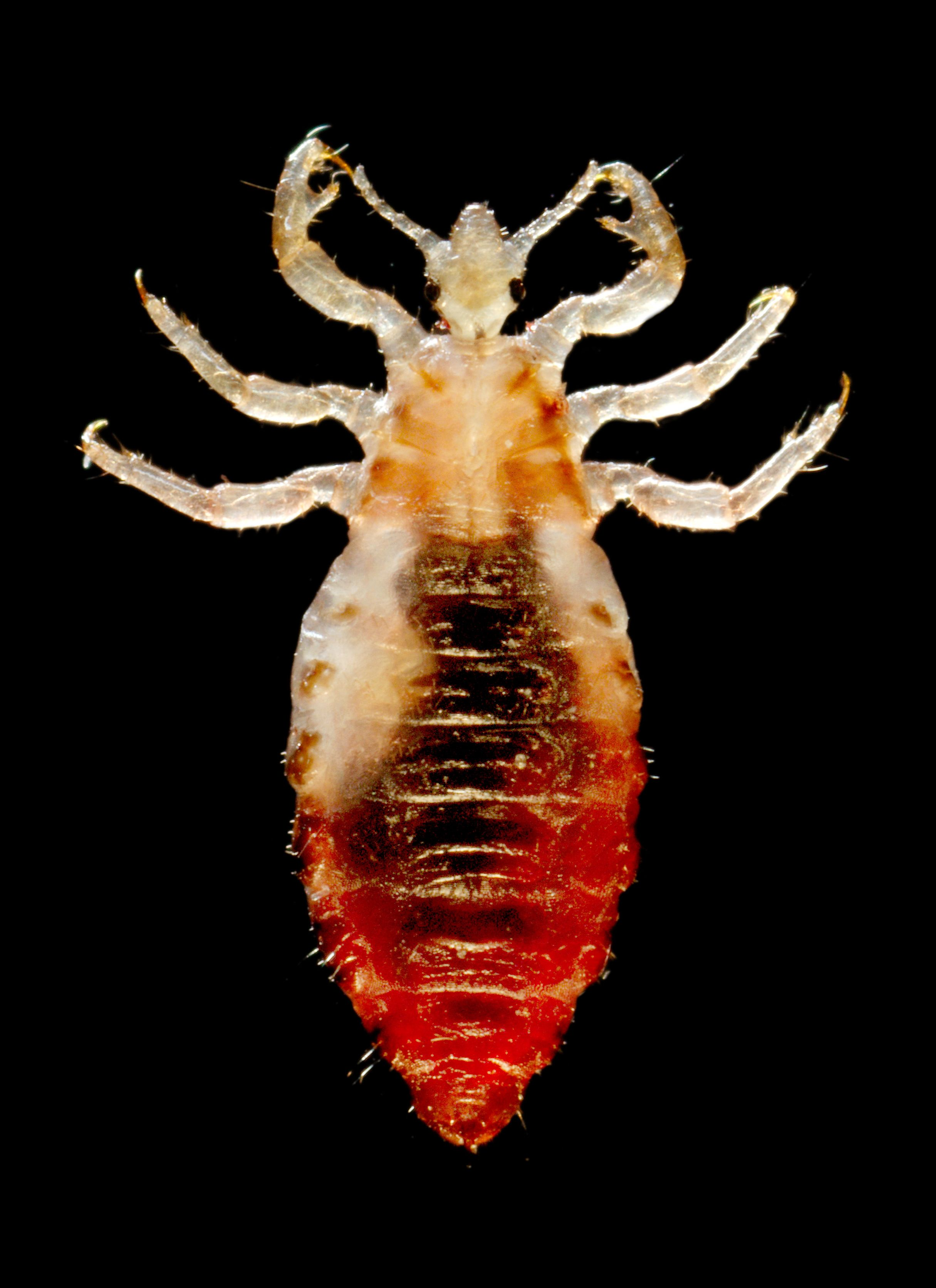
Luis
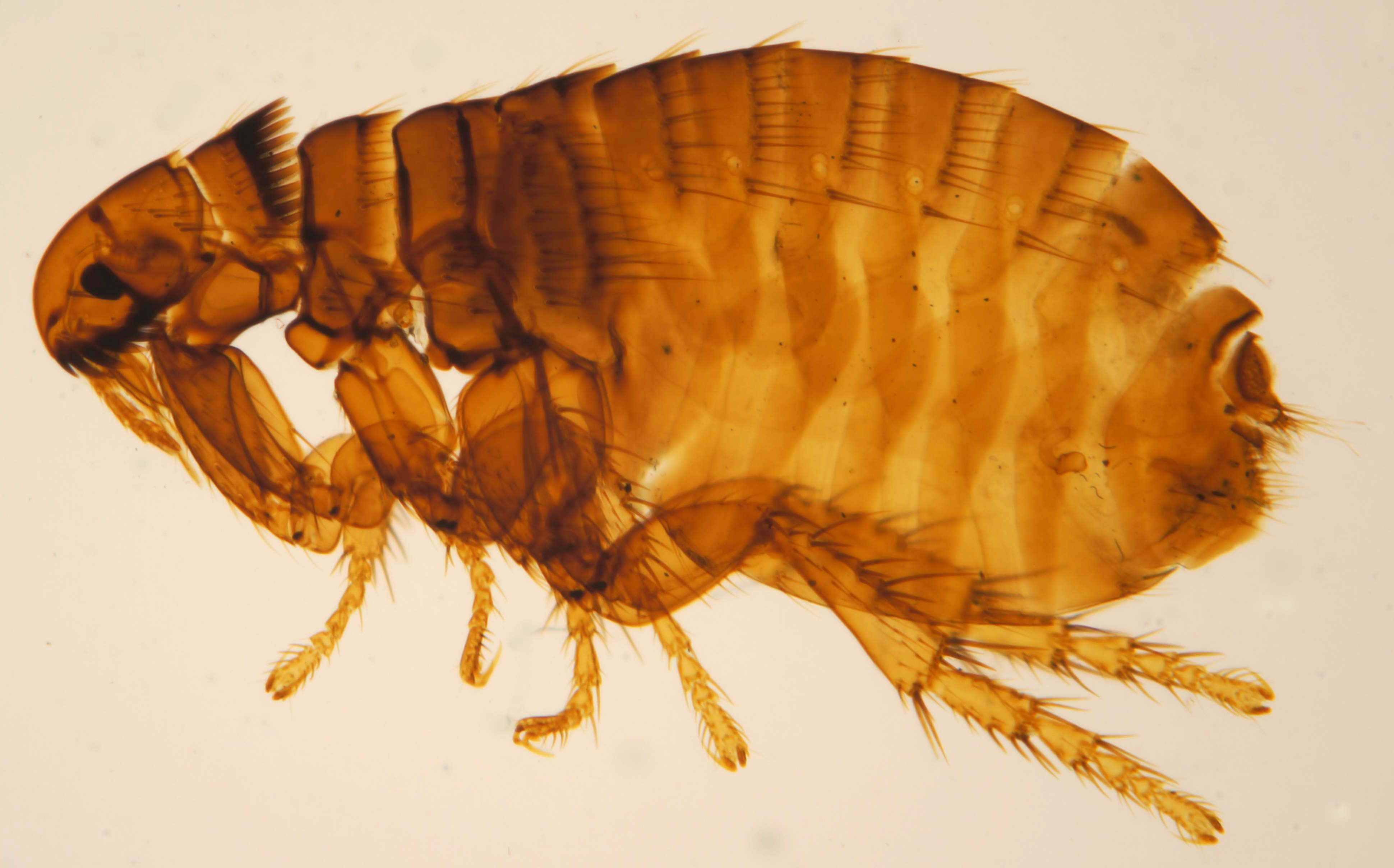
Hondenvlo

De behandeling van luizen en vlooien kan gebeuren op verschillende manieren: shampoo, halsbanden, spray, pipetten, pillen.

#### Mijten
- Demodex: De Haarfollikelmijt (Demodex) leeft diep in de haarfollikels leeft en soms ook in de talgklieren van de huid. Deze parasiet kan ook voorkomen bij normale honden, op elke leeftijd, hij is niet gastheerspecifiek en is niet overdraagbaar. Demodex creëert ook geen jeuk tenzij er een bacterieel probleem is. Men onderscheidt vier klinische vormen: lokale demodecose, veralgemeende demodecose, pododemodecose (voetzolen) en otodemodecose (oren). De parasiet veroorzaakt haaruitval. Bepaalde rassen zoals de Boxer, Dobermann en de Teckel moeten steeds verdacht worden van demodex bij optreden van haaruitval.
- Cheyletiellose: Deze aandoening wordt veroorzaakt door de mijt cheyletiella. Deze zit vooral op de rug, van de hals tot aan de staartbasis. Honden van elke leeftijd zijn er gevoelig voor en meestal is het een kennelprobleem. De hoofdklacht is een schilferige huid met losse haren en jeuk. Ook asymptomatische dragers kunnen voorkomen. Cheyletiellose is een zoönose en kan dus overgedragen worden op de mens.
- Oorschurft: Dit wordt veroorzaakt door de Oormijt (Otodectes cynotis) en is misschien wel de meest verspreide schurftsoort bij carnivoren. Het binnenste van de oorschelp alsmede de uitwendige gehoorgang is aangetast. De aandoening gaat gepaard met intense jeuk, het dier houdt de kop schuin, krabt tot bloedens toe en schudt met de kop. De gehoorgang is opgepropt met cerumen en dikke korsten. Bij zware besmetting kan middenoorontsteking ontstaan met doofheid tot gevolg. Epileptiforme aanvallen met ongecoördineerde bewegingen kunnen ook optreden. Zodra het process etterig wordt, verdwijnen de mijten, terwijl de ontsteking verdergaat.
- Sarcoptesschurft: Deze vorm kan ook bij de mens tijdelijke schurftverschijnselen veroorzaken. Het begint gewoonlijk aan de kop. Vervolgens breidt het zich uit naar de buik, de binnenkant van de poten, tot het gehele dier volledig bezet is. Eerst ontstaan er kleine rode vlekjes, dan blaasjes die openbarsten, korstvorming en vervolgens haaruitval. De jeuk is zeer hevig.

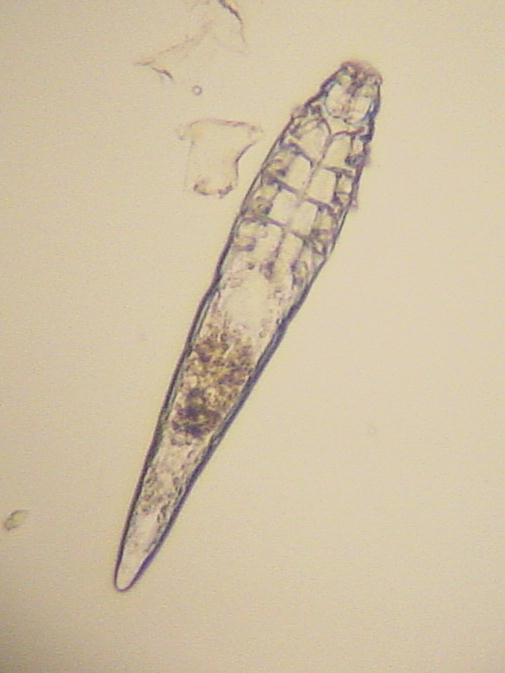
Demodex
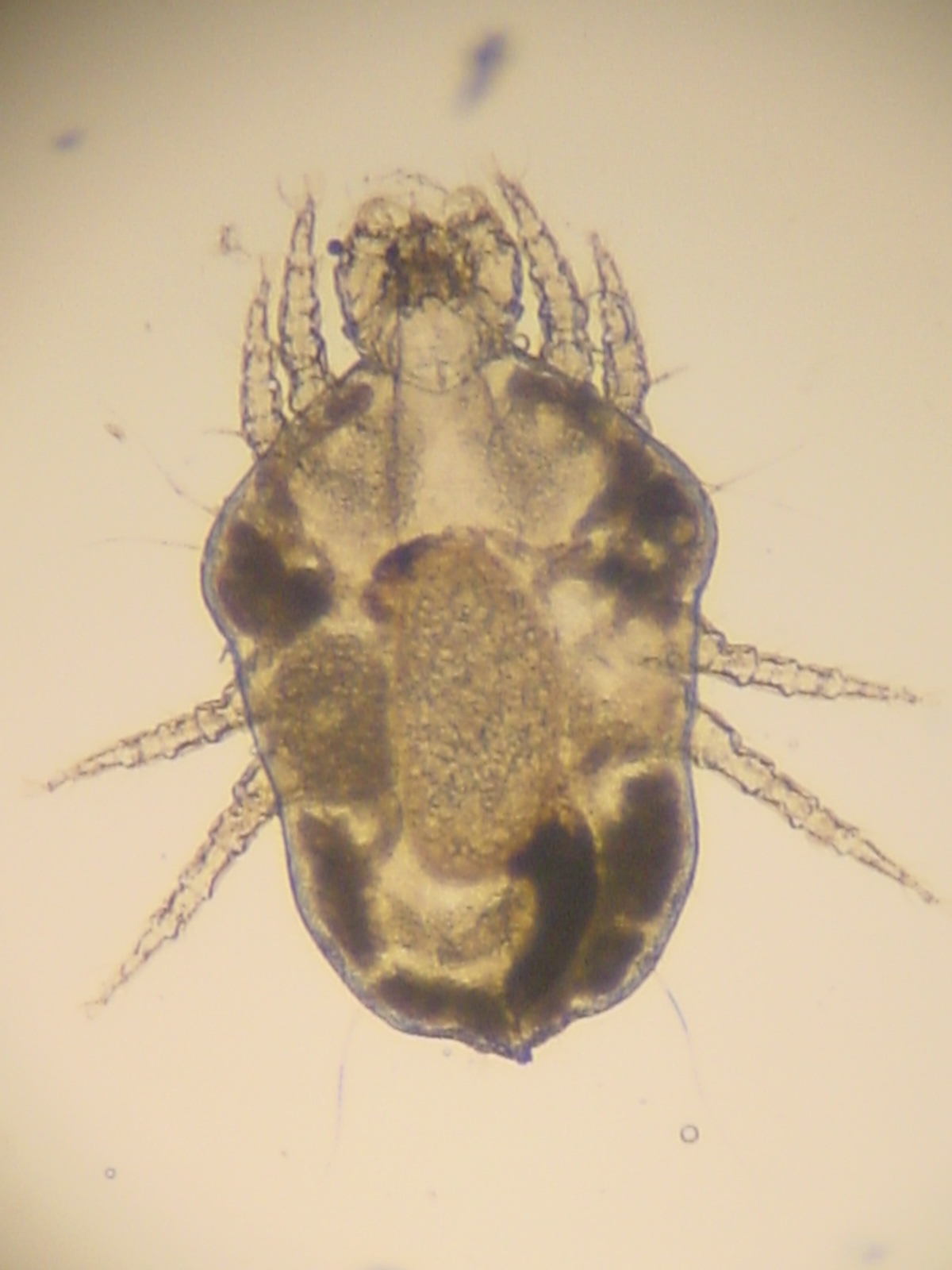
Cheyletiella
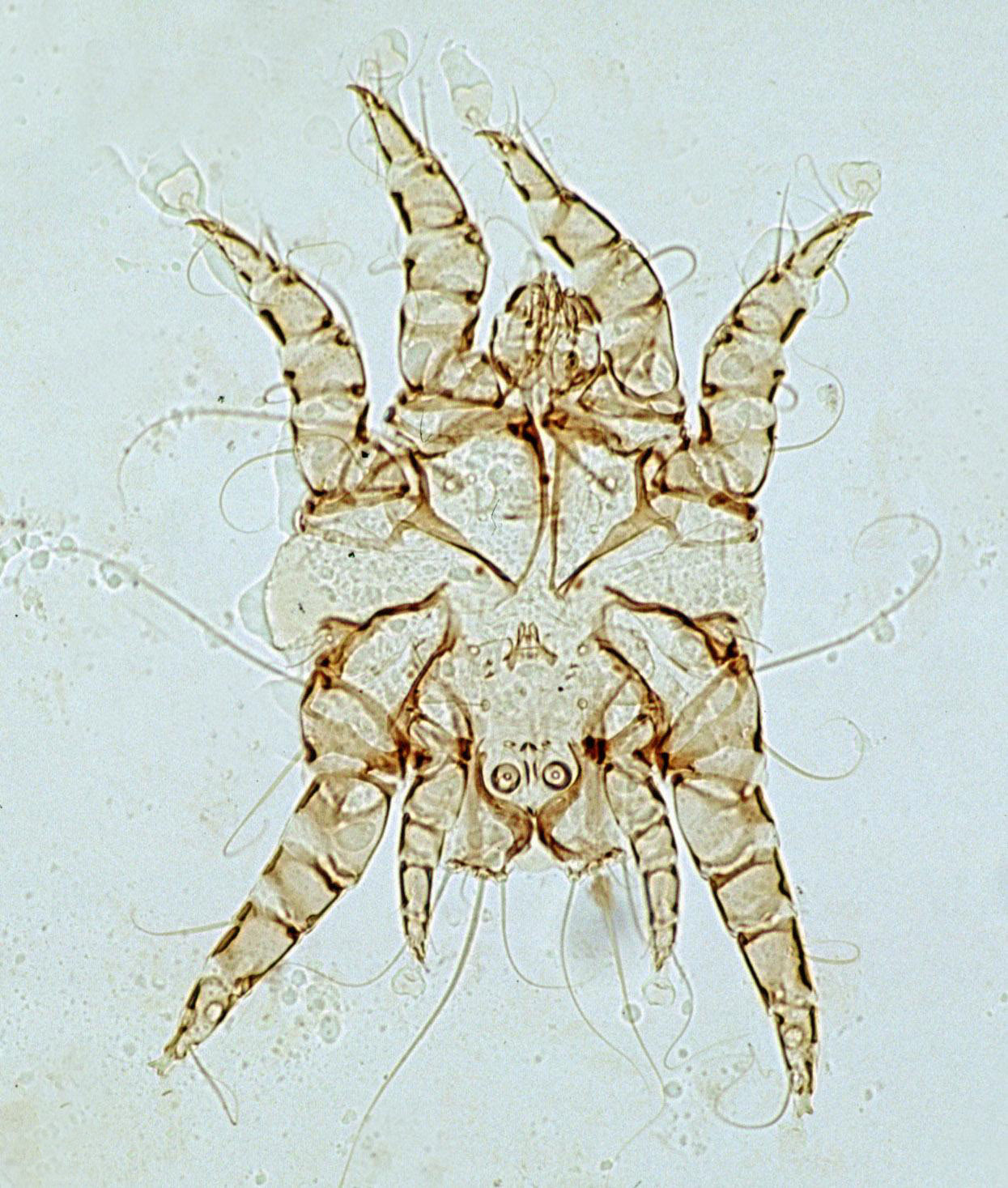
Otodectes cynotis
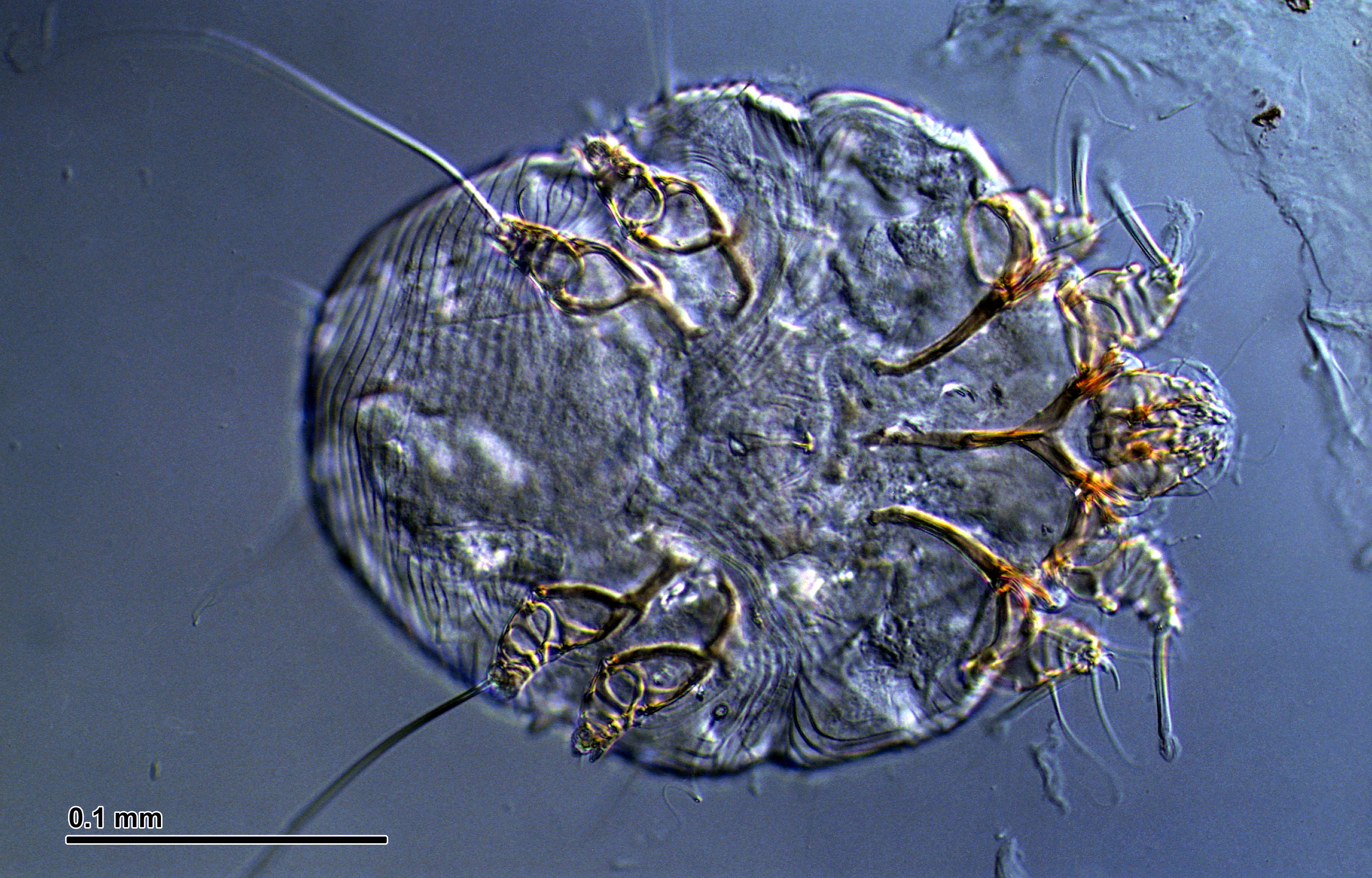
Sarcoptes

#### Teken

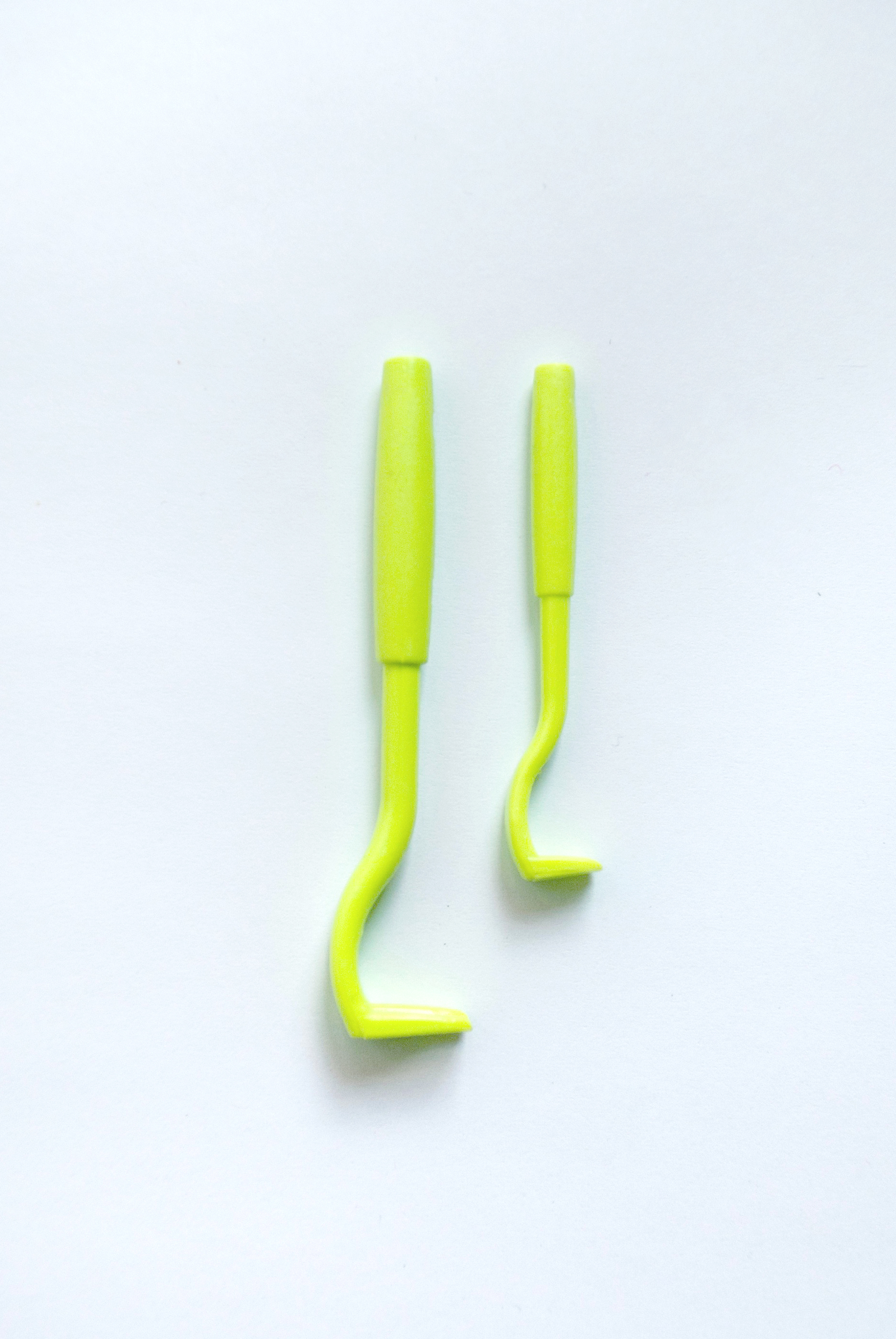
Twee tekentangen, één grote en één kleintje.

Bij de hond zijn drie tekensoorten van belang:
- Ixodes spp.: ixodes ricinus, ixodes hexagonus (egelteek)
- Dermacentor reticulatus: focaal aanwezig (vooral Henegouwen)
- Rhipicephalus sanguineus: warme streken (importteek)

De teek die het meeste voorkomt in België en Nederland is de Ixodes ricinus, deze wordt gewoonlijk de "drie-gastherenteek" genoemd omdat ze drie gastheren nodig heeft om haar levenscyclus te voltooien. In tegenstelling tot de vlo leeft de teek buiten, meer in het bijzonder in bosrijke zones en hoog grasland.
Teken zijn vooral actief in de lente en de herfst. In die seizoenen is het erg vochtig, wat belangrijk is voor de teken. Teken kunnen als nymf of als volwassen teek verscheidene ziekten op de hond overdragen zoals: borreliose, rickettsiose en ehrlichiose. De bekendste van deze aandoeningen is borreliose, ook wel de Ziekte van Lyme genoemd. Ongeveer 40% van de teken in België en Nederland zijn met deze ziekte besmet. Bij de hond kan de ziekte gepaard gaan met koorts, gebrek aan eetlust, gezwollen klieren en stijve gewrichten. De infectie treedt op ongeveer 12 tot 78 ur nadat de teek zich aan de hond heeft vastgezet. Het is belangrijk om de teek zo vlug mogelijk te verwijderen door middel van een tekentang.

### Gistcelaandoeningen
Gistcelaandoeningen worden veroorzaakt door Malassezia pachydermatis. Het is een commensale, lipofiele, flesvormige gist. Deze komt gewoonlijk voor in kleine aantallen op de huid, oorkanaal, anaalzakken, rectum en vagina. Soms is er een overgroei door een gewijzigd microklimaat en een verminderde afweer. Men vindt de gistcellen meestal in de huidplooien, tussen de tenen en op de buik. Soms lokaal, soms veralgemeend.
Klinisch onderscheidt men een ranzige geur en een intense en steroïdresistente jeuk. Als letsels zien we roodheid, vette en gele korsten, lichenificatie en alopecie.

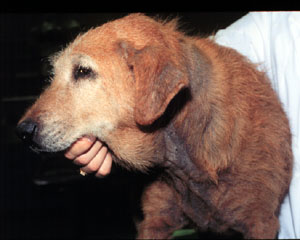
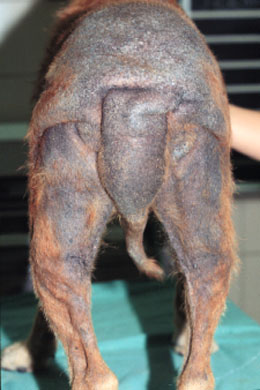
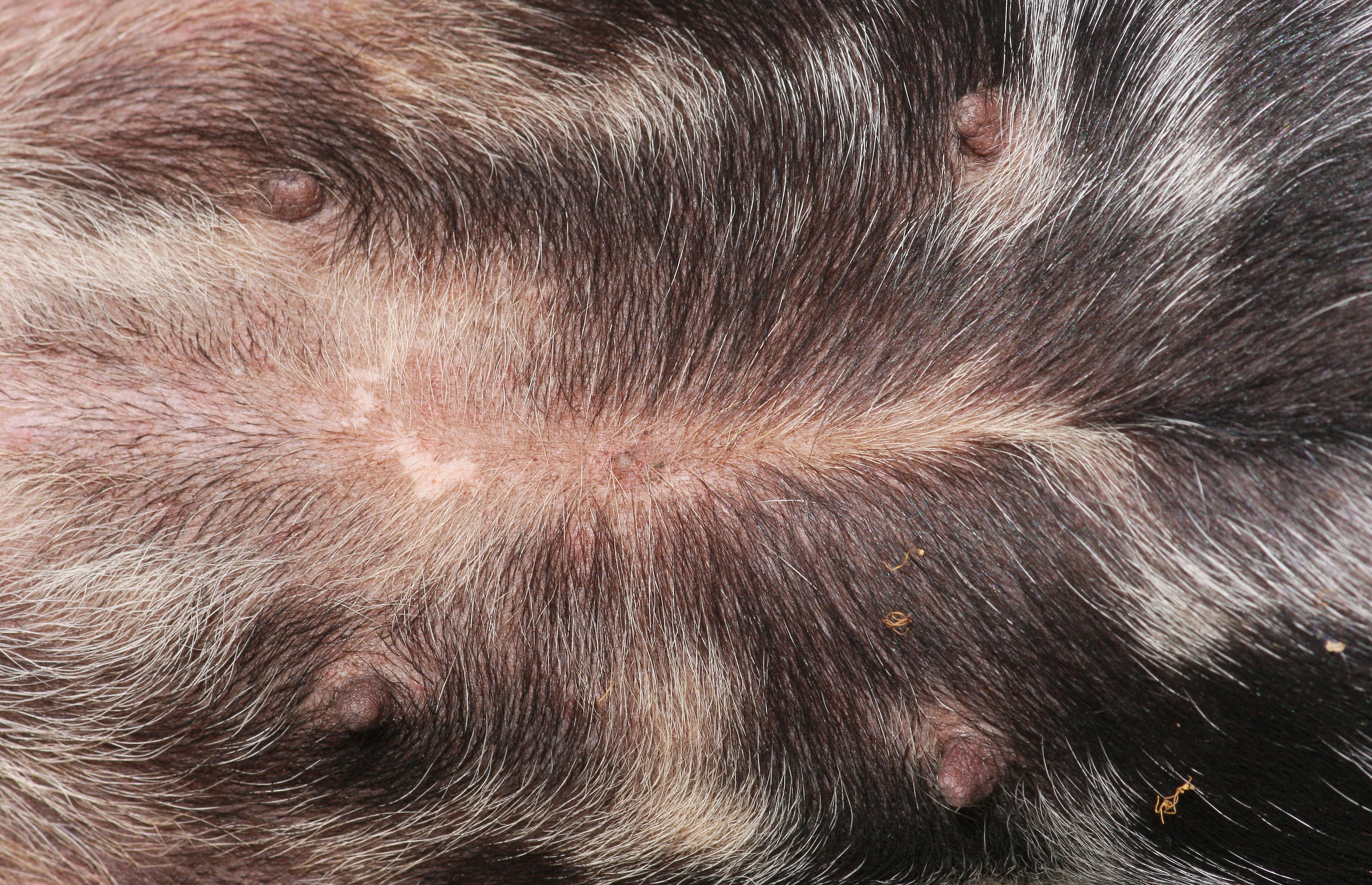
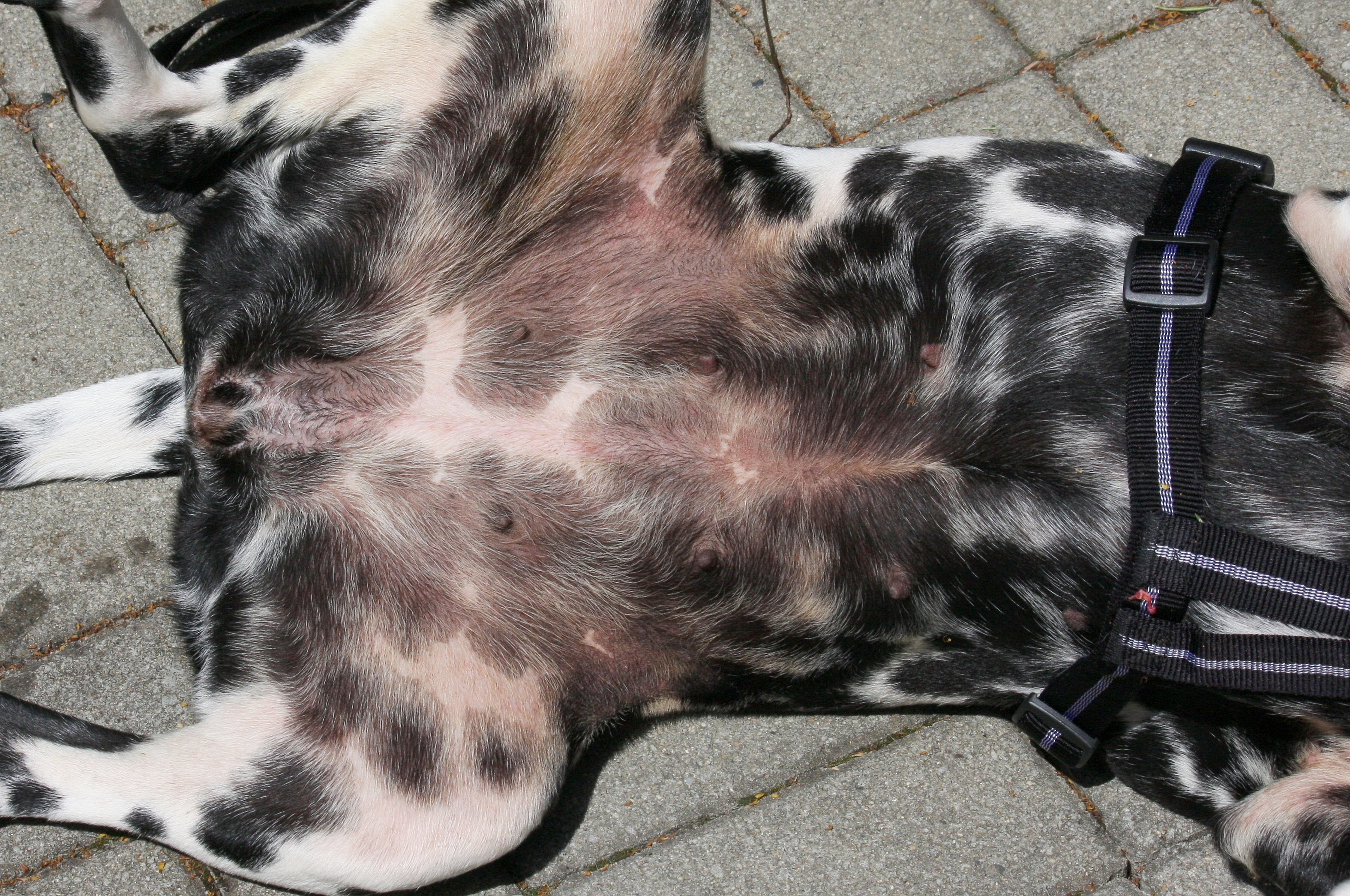

### Huidaandoeningen

#### Bacteriële Huidaandoeningen
- Acute vochtige dermatitis: Deze aandoening is beter bekend onder de naam hot spots. Het begint meestal met een kleine wonde of irritatie van de huid. Doordat de hond in kwestie onophoudelijk aan de wonde likt en bijt ontstaat er een verweking van de huid, en dit zorgt voor een verminderde bacteriële weerstand met als gevolg een vochtig, glanzend en pijnlijk letsel.
- Algemene pyodermatitis: Een secundaire huidinfectie die gewoonlijk verschijnt bij algemene demodecosis, een zeer slechte voedingstoestand of chronische huidziekten. Groepjes van etterblaasjes zijn over het hele lichaam verspreid gepaard met roodheid en haaruitval.
- Callus pyodermatitis: Een secundaire infectie door trauma veroorzaakte callussen aan de ellebogen en de hielen. Dit komt vooral voor bij grote, kortharige rassen zoals de Duitse dog en de sint-bernard.
- Dermatitis van de huidplooien: Dit ontstaat op plaatsen waar de huid tegen elkaar schuurt waardoor er roodheid en haaruitval ontstaat. Gevoelige plaatsen voor deze aandoening zijn de lippen, het aangezicht, de staartbasis en de vulva.
- Interdigitale pyodermatitis: Een hardnekkige infectie van de poten van kortharige hondenrassen. De aandoening is gekenmerkt door zweertjes tussen de tenen van één of meerdere poten. Rond de wonde valt het haar uit.

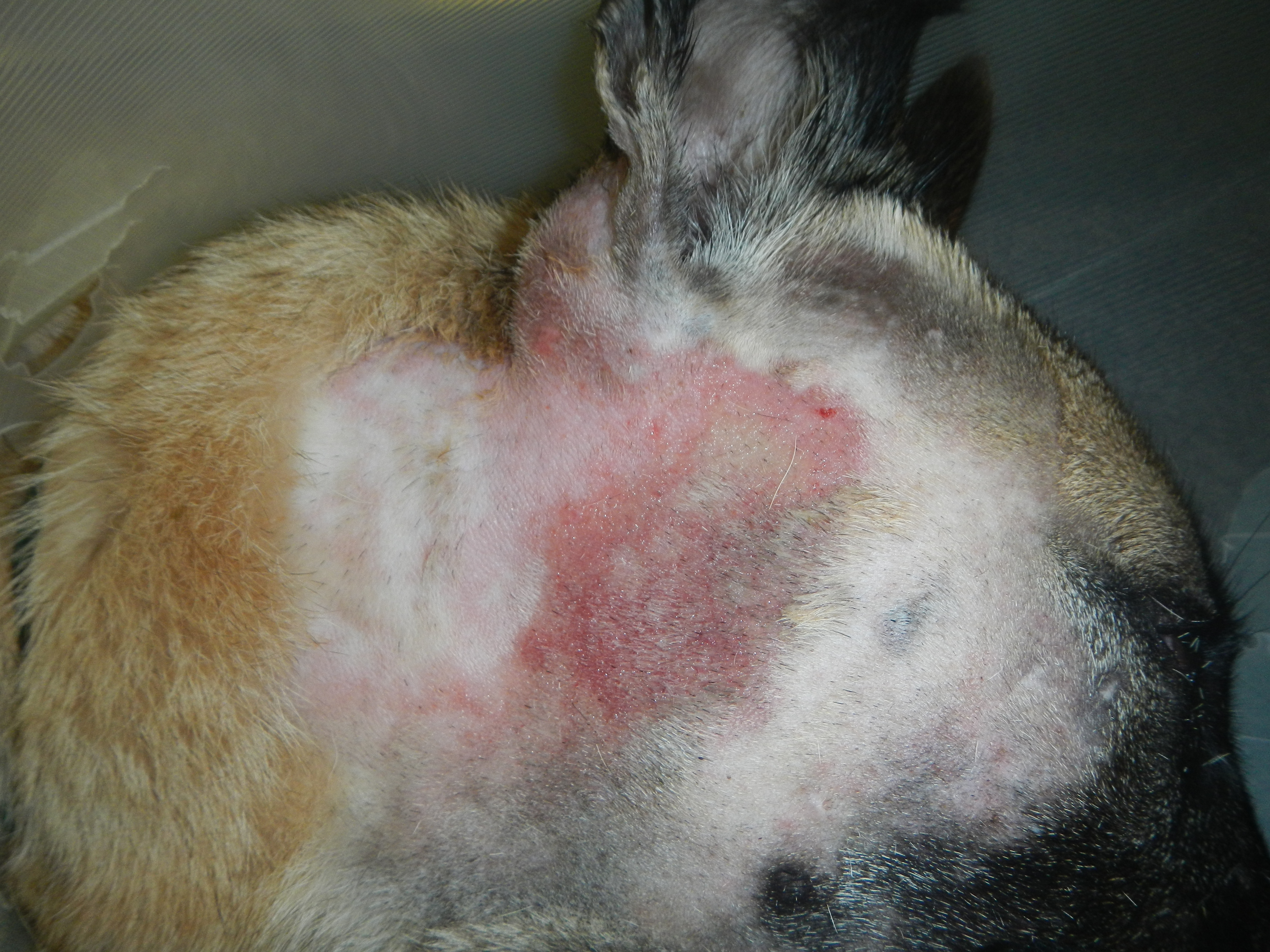
Acute vochtige dermatitis

#### Endocriene huidaandoeningen
Endocriene huidaandoeningen zijn aandoeningen die toe te schrijven zijn aan een abnormaal functioneren van de endocriene klieren. Dit zijn klieren die hun product direct aan de bloedbaan afgeven. Iedere klier met inwendige afscheiding produceert één of meerdere hormonen. dit gebeurt in uiterst geringe hoeveelheden, maar juist genoeg om het gewenste normale evenwicht in het lichaam te bereiken. Wanneer er een probleem is met een van deze klieren heeft dit meestal ook zijn weerslag op de huid.
Typische kenmerken van een endocriene huidaandoening zijn: bilaterale symmetrische kaalheid en bilaterale symmetrische hyperpigmentatie. De aandoening is chronisch en veroorzaakt geen jeuk.

#### Overige huidaandoeningen
- Likgranuloom: Een letsel dat wordt gekenmerkt door een harde, ovale plek op de voorzijde van het onderste gedeelte van de voor- of achterpoot, veroorzaakt door voortdurend likken. Likgranuloom komt voornamelijk voor bij grotere hondenrassen. In het begin ziet men alopecie doorlikken, later ziet men verdikking van de huid door ulceratie. Gewoonlijk is er slechts één letsel en unilateraal.
- Seborree: Een chronische huidaandoening die gekenmerkt wordt door verhoogde schilfervorming en verhoogde sebumsecretie. Bij de hond vindt men gewoonlijk de 'droge' vorm, namelijk de seborrhea sicca. Deze aandoening treedt het meest op bij bruine Cocker Spaniëls. Bij seborree ziet men veel witachtige, grijzige, droge pelletjes die verspreid zijn tussen het haar.
- Vitiligo: Een huidziekte die het pigment in de huid en de vacht doet verdwijnen.

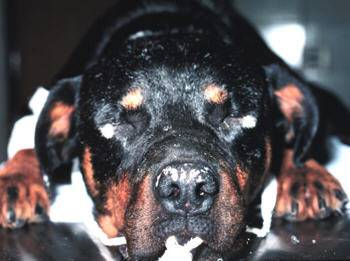
Vitiligo

### Schimmelaandoeningen
Schimmels zijn één-of meercellige organismen, draadvormig of vertakt. In totaal onderscheidt men meer dan 100.000 soorten maar bij de hond zijn de drie volgende de meest voorname:
- Microsporum canis
- Microsporum gypseum
- Trichophyton mentagrophytes

Deze drie soorten zijn verantwoordelijk voor 99% van de schimmelaandoeningen bij honden. Deze schimmels worden meestal van dier op dier overgedragen, maar ze kunnen ook via de grond of via de mens worden overgedragen. Vooral hondentrimmers dragen bij tot de verspreiding van deze schimmels via hun trimmateriaal
Een letsel veroorzaakt door een schimmel heeft een snel groeiende, kale, ronde vorm van 1 à 4 centimeter groot. De hond heeft zelden last van jeuk, tenzij het letsel ook getroffen is door een secundaire bacteriële infectie.
Andere voorkomende schimmelaandoeningen zijn onder andere:
- Ringworm: Een ringworm ontstaat als er schimmels, genaamd dermatofyten in contact komen met de huid. Deze schimmel vormt ringvormige plekken die zich steeds verder uitbreiden, ondertussen geneest het aangetaste centrum. De schimmel veroorzaakt ook jeuk en een schilferige huid.

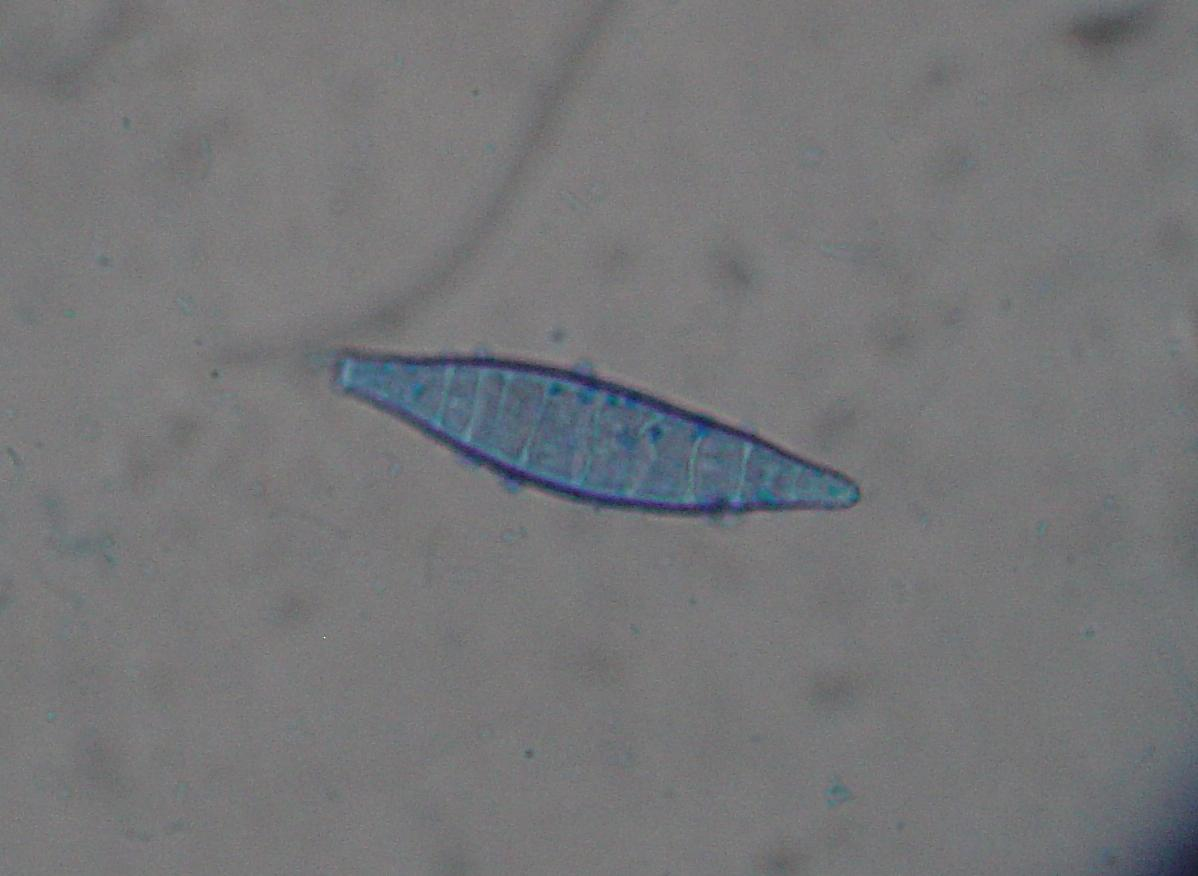
Microsporum canis
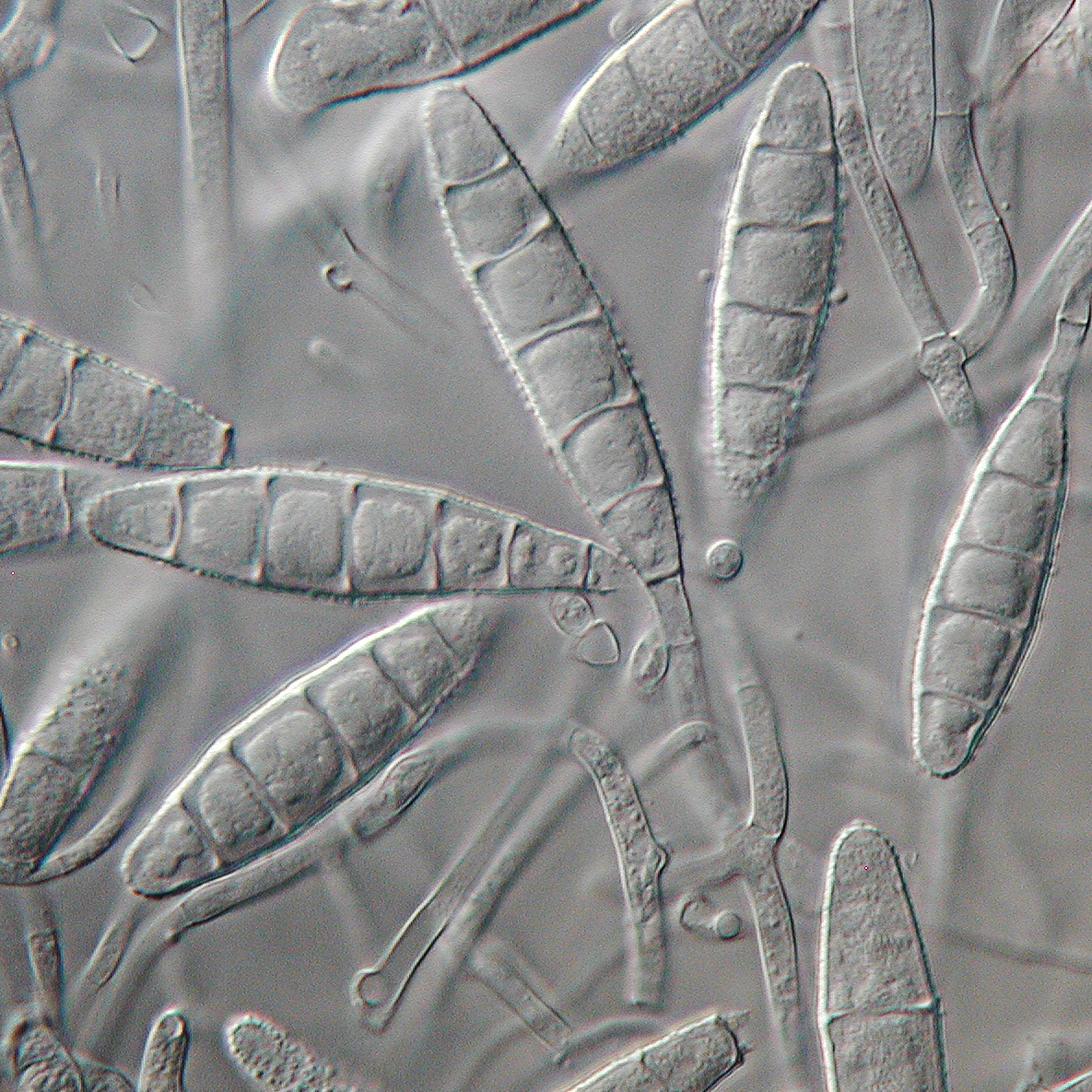
Microsporum gypseum
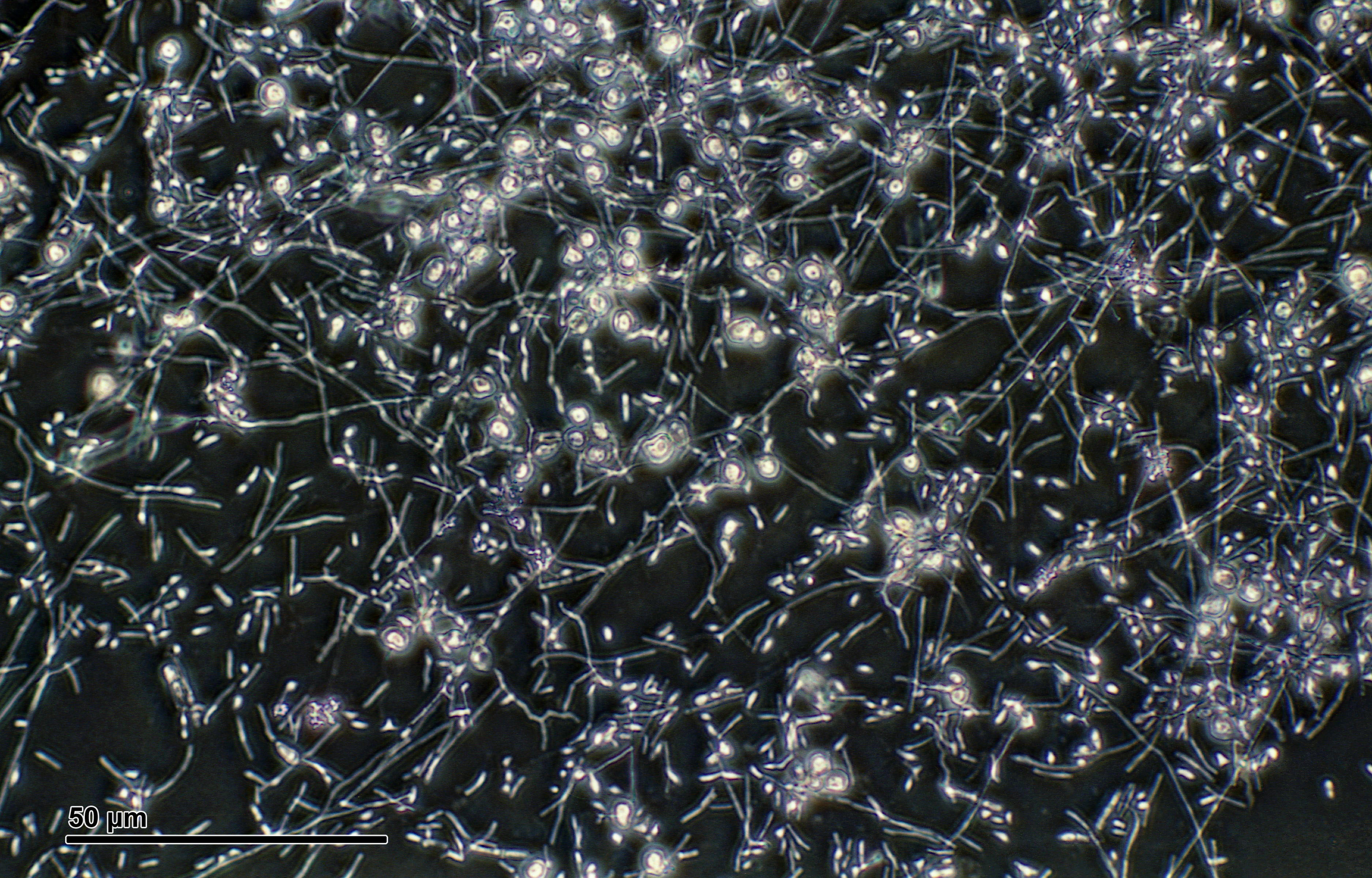
Trichophyton mentagrophytes
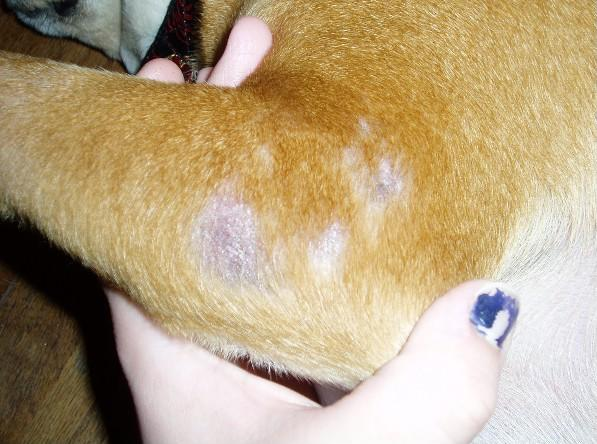
Ringworm

## Competitie
De aard en de kwaliteit van de vacht van een rashond is belangrijk tijdens het deelnemen aan hondenshows. De precieze eisen zijn gedetailleerd vastgelegd in de officiële rasstandaard van ieder hondenras. De terminologie kan heel verschillend zijn, ook al verwijzen ze naar vergelijkbare functies.

### Hondententoonstellingen
Op hondententoonstellingen, oftewel hondenshows, gaat het vooral om hoe goed de deelnemende honden voldoen aan de officiële rasstandaard. Hoewel er tijdens deze wedstrijden vooral gekeken wordt naar de fysiek van de hond, speelt de kwaliteit van de vacht ook vaak een grote rol en kan een netjes getrimde vacht soms het verschil maken tussen winnen of verliezen. Vaak zijn er strikte regels over hoe de vacht van een hond er mag uitzien als deze wil deelnemen aan een hondenshow.
Allereerst zijn er de hondenrassen waarvan de vacht niet getoiletteerd mag zijn, bijvoorbeeld de Welsh corgi Cardigan en de Welsh corgi Pembroke. Dit omdat de eigenaar fouten in de vacht zou kunnen verbergen door bijvoorbeeld te lange haren weg te knippen. Andere hondenrassen kunnen dan weer helemaal niet getoiletteerd worden omdat hun vacht simpelweg niet lang genoeg is, bijvoorbeeld bij de Greyhound.
Ten tweede zijn er hondenrassen waarbij de vacht en de manier waarop deze getrimd is uiterst belangrijk is. Bij voorkeur zijn alle deelnemende ruwharige honden alsook de spaniëls netjes getrimd volgens de rasstandaard. Het kan gebeuren dat een niet getrimde vacht nog door de vingers wordt gezien bij deze rassen, maar dit is niet het geval bij de poedels. Poedels moeten getoiletteerd zijn in een van de zes toegelaten kapsels of anders worden ze gediskwalificeerd van deelname aan de wedstrijd. Deze toegelaten kapsels zijn: puppy, continental met of zonder vacht op de heupbeenderen, English saddle, sporting, en Scandinavisch.

### Trimwedstrijden

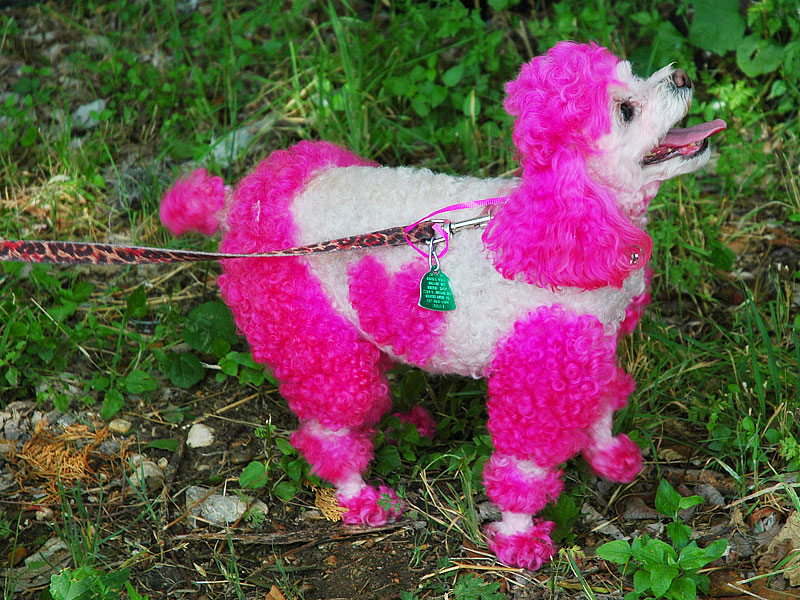
In de categorie "creatief hondentrimmen" krijgen o.a. poedels fantasierijke en figuratieve kapsels waarbij de vacht ook één of meer felle kleuren krijgt.

Op trimwedstrijden komen professionele hondentrimmers samen om de titel te winnen van beste hondentrimmer in de categorie van deelname. Deze wedstrijden bestaan zowel op nationaal als op internationaal niveau en worden meestal georganiseerd door een vakvereniging of door een merk van producten en materialen. Men kan deelnemen als een team of individueel in verschillende categorieën en niveaus van bekwaamheid, en er bestaan ook Europese-en Wereldkampioenschappen.
De meest voorkomende categorieën van bekwaamheid zijn: kinderen, beginner, stagiaire, open en kampioen. In tegenstellingen tot de andere deelnemers, gebruiken kinderen een pop in plaats van een echte hond en zijn zij ook niet gebonden aan de regels van hoe een hond er hoort uit te zien.
De categorieën van specialisatie zijn; plukken, salon, rasstandaard, en creatief hondentrimmen. De laatste categorie is vooral populair in de Verenigde Staten van Amerika en Japan. In deze categorie krijgen voornamelijk poedels de meest fantasierijke kapsels waarbij veel haarkleur wordt gebruikt.

## Naakthonden
Sommige hondenrassen hebben weinig of helemaal geen vacht, deze rassen worden naakthonden genoemd. Zij hebben geen last van een aandoening die voor haaruitval zorgt, hun kaalheid is het resultaat van selectief fokken. De genen die bepalen of een hond al dan niet een vacht heeft zijn gelinkt aan de genen van het gebit. Bijgevolg mankeert een naakthond niet alleen een vacht, maar ook heel veel van zijn tanden.
Ondanks dat deze hondenrassen weinig of geen vacht hebben zijn ze niet gemakkelijker om te verzorgen dan hondenrassen die wel een vacht hebben. De honden moeten beschermd worden tegen verschillende weersomstandigheden door middel van zonnecrème of hondenkledij. Hun huid moet verzorgd worden met huidcrème en net als mensen hebben deze dieren ook last van acne en mee-eters. Bovendien lopen deze hondenrassen gemakkelijk verwondingen op omdat ze geen vacht hebben die hen beschermt tegen tanden, klauwen, takjes, enzovoort.

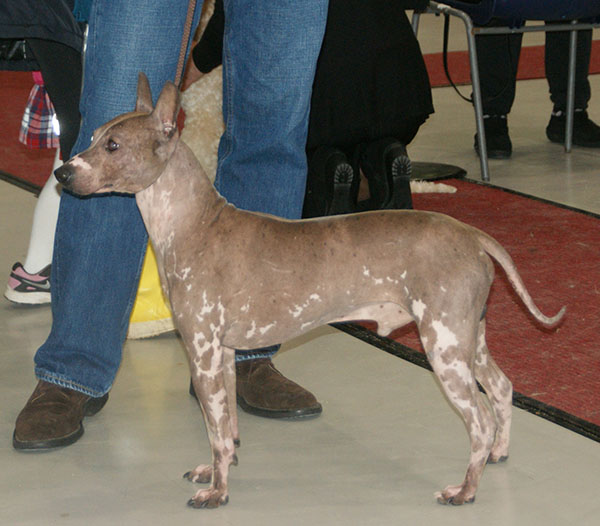
Amerikaanse naakthond
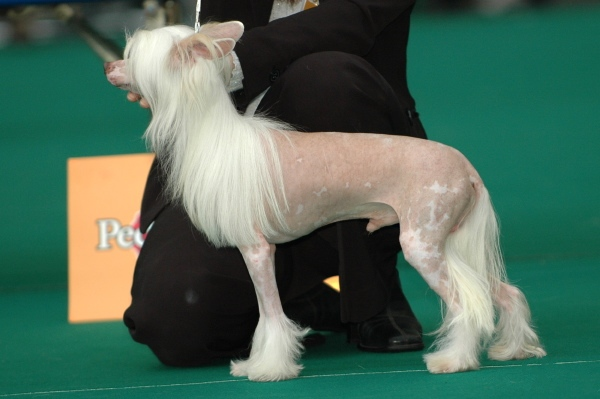
Chinese gekuifde naakthond
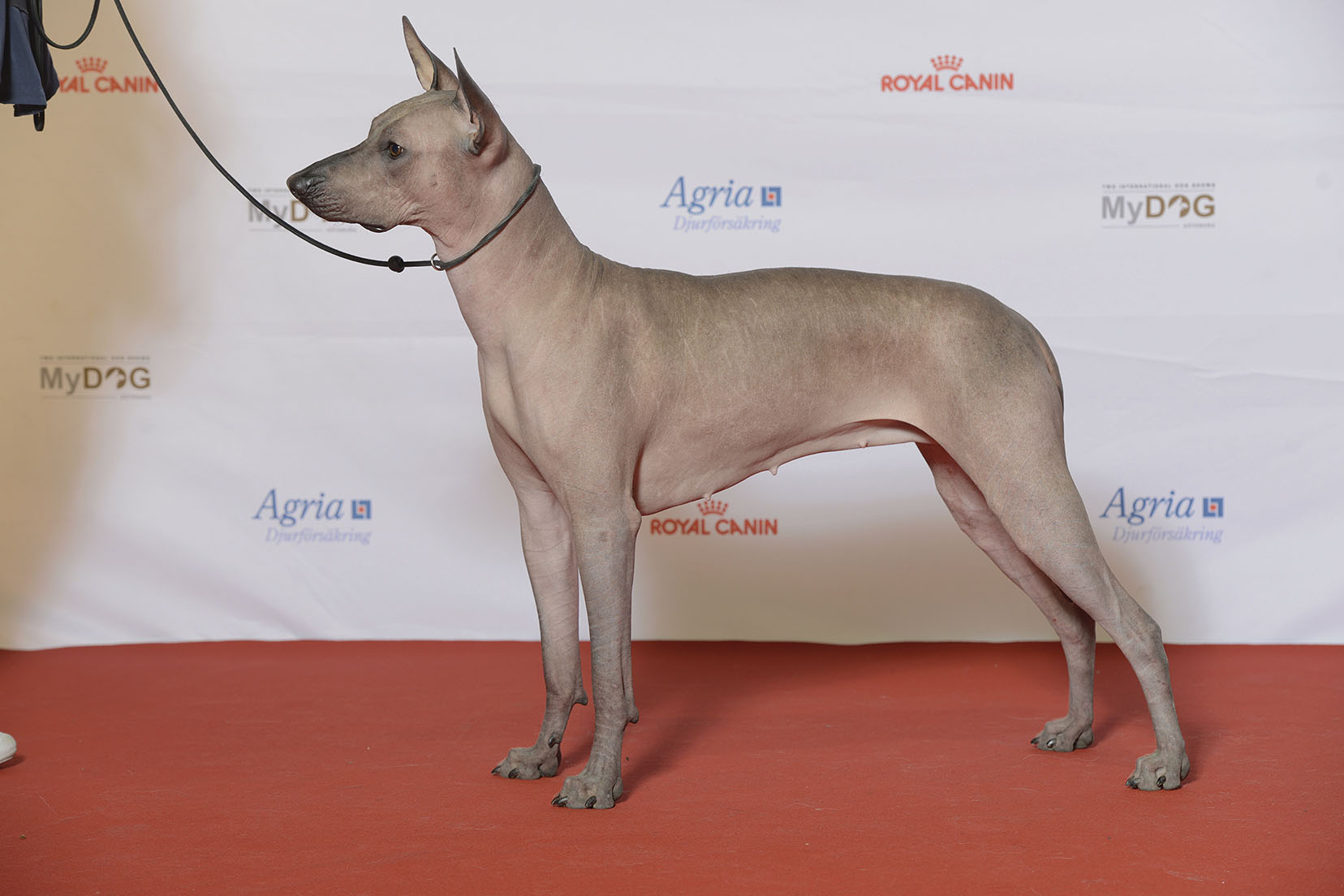
Mexicaanse naakthond
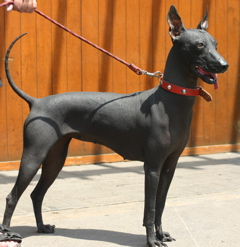
Peruaanse naakthond